# Villa Emo Selvatico
Villa Selvatico è una villa veneta situata nel comune di Battaglia Terme, in prossimità di Abano Terme, in provincia di Padova. La villa sorge su di una collina, detta di Sant'Elena, che originariamente prendeva il nome di collinetta del "Pignaro" e successivamente della "Stufa", a causa dei bagni a vapore utilizzati nel vicino ospizio di pellegrini costruito nel 1119. Di proprietà della famiglia dei Carraresi, a seguito della caduta in rovina della stessa, vede il susseguirsi di numerosi volti della nascente nobiltà locale, tra i quali sicuramente la famiglia Selvatico, che diverrà fondamentale nella costruzione della prima forma della villa.

## Storia

### Famiglia Selvatico

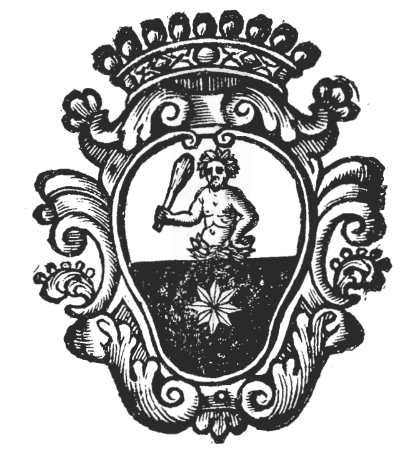
Stemma della famiglia Selvatico

All'origine della famiglia Selvatico è stato individuato come capostipite un tale Bonincontro detto Salvadego de' Salvadeghi, venuto a Padova da Milano con il figlio Antonio agli inizi del Trecento. È intuibile che i due godevano già di un'importanza notevole, visto che Antonio sposò una contessa Sartori.

#### Possedimenti fondiari della famiglia Selvatico
A mettere per la prima volta i Selvatico in contatto con i territori dove ora sorge la villa fu Giovanni Lanari, la cui figlia Agnese sposò Alvise Selvatico, uno dei figli di Antonio. Giovanni, infatti, aveva comprato da Francesco da Carrara le valli di Lispida, di proprietà della famiglia di questi in seguito alla donazione da parte di Federico II imperatore a Niccolò da Carrara. Agnese Lanari si portò in dote le valli, ma il marito morì presto e prima di passare a nuove nozze dispose un atto di donazione delle valli ai figli nel 1426. Tuttavia, la donazione venne confermata solo trent'anni dopo, in sede testamentaria, al figlio Bartolomeo, unico sopravvissuto.Le valli erano molto vaste e comprendevano 393 campi, compresi fra il canale della Battaglia, il canale di Arquà e i monti di Lispida e Galzignano. 
Nel 1504 le valli furono date in affitto dalla famiglia Selvatico con obbligo di coltura, che iniziò solo nel 1557, quando i Provveditori dei beni inculti della Serenissima istituirono un progetto di bonifica delle terre, il cosiddetto "Retratto di Monselice".

#### Collina di Sant'Elena
La collina, dove ora sorge la villa, s'innalzava di 32 metri su un territorio all'epoca malsano. Era nota come "collinetta del Pignaro" o "di Sant'Eliseo" e, successivamente, anche come "Monte della Stupa", a causa del bagno a vapore esistente già dal XII secolo. Nella sua cima ospitava la chiesetta di Sant'Elena, costruita sulle preesistenze di un'altra chiesa più antica dedicata a Sant'Eliseo e nominata in un documento del 1156, e uno spedale dei pellegrini, costruito nel 1199 grazie al lascito della nobile Speronella Delesmanini. 
Di proprietà dei Carraresi, in seguito alla loro caduta la Camera Fiscale di Padova vendette il monte a tre soci: Francesco Capodilista, Marino Zabarella e un tale Verzelesi. Successivamente, il possedimento passò prima al figlio di Marino e poi ad Agnese, sua nipote, sposata con un tale Giacomo da Lion. Fu proprio la nipote di questi, Alba da Lion, a vendere la proprietà ai quattro fratelli Bartolomeo, Battista, Francesco e Gerolamo Selvatico il 25 febbraio 1561, dopo essersi consultata con lo zio e comproprietario Pietro. Anche se in cattive condizioni, la casa padronale situata sul monte era sicuramente abitabile nel 1587, quando Francesco vi fece testamento.

#### Costruzione della villa (1593-1650)
Dei quattro fratelli Selvatico fu Bartolomeo a dedicarsi all'idea di realizzare una nuova residenza familiare; tuttavia i lavori cominciarono solamente quando egli aveva già sessant'anni, nel 1593. Bartolomeo, giureconsulto e di indole prudente, pensava ad una casa senza troppi eccessi, visto che la famiglia, seppur nobile e benestante, non era ricchissima. 
Parallelamente, grazie all'intervento del figlio Alvise, arcidiacono della cattedrale di Padova, si intervenne anche sull'oratorio, dove la prima messa fu tenuta il 14 ottobre 1596. 
Ad aiutare economicamente nei lavori di costruzione della villa, fu anche il fratello Gerolamo, che avendo solo un figlio, disponeva di più possibilità economiche e che in cambio chiese solamente che sua moglie, una volta vedova, potesse continuare a recarvisi in villeggiatura. 
Negli anni 1600-1601 Bartolomeo continuò a lavorare sulla casa: come dimostrano alcune sue note riguardo alle spese effettuate in quel periodo, "nel 1600 fa rompere il monte per ottenere un piazzale, ordina tre palle da mettere su piramidi ornamentali, [acquista] pietre di Nanto per incorniciare porte e finestre; restaura i bagni". L'anno successivo paga due pittori, Domenego e Gasparo, che intervengono sugli esterni della villa. Risale a questi anni anche la costruzione di un loggiato sul retro per godere del bel paesaggio. Attorno al monte c'erano quattro campi, due vigneti e due incolti, e un orto a pergole, che dal 1601 vengono dati in conduzione a Franc. Scarabotto della Corte di Arquà, mentre Bartolomeo vi si reca saltuariamente. 
Bartolomeo Selvatico morì nel 1603, indicando come suo successore nella gestione della villa il figlio primogenito Alvise. A causa di un'affezione bronchiale, però, la morte sopraggiunse anche per quest'ultimo non molto tempo dopo quella del padre, causando uno stallo nei lavori di prosecuzione della fabbrica della villa. Ci pensò il fratello di Alvise, Francesco, a far ripartire i lavori e nel 1625 diede a mezzadria il monte a Domenego Perazzolo d'Arquà, per poi morire nel 1630. Rimase, infine, solo il fratello Benedetto a doversi occupare sia della villa che dei nipoti. Medico di grande fama, nutriva un forte amore per la famiglia e non aveva mai preso moglie né avuto figli, probabilmente anche per il desiderio che non se ne moltiplicassero i rami. 

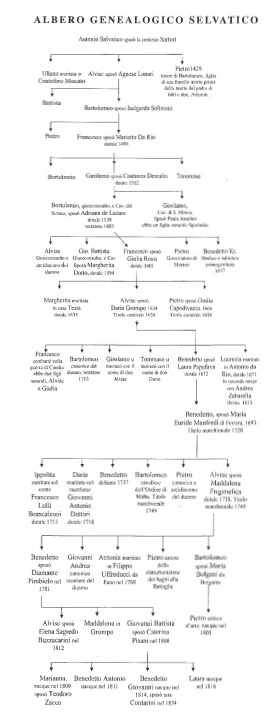
Albero genealogico della famiglia Selvatico

In linea con il suo carattere, Benedetto non riempì la casa di molti mobiletti, soprammobili o altri lussi effimeri, contrariamente alla moda dell'epoca, ma si concentrò sulla costruzione e sul miglioramento della villa, oltre che sulla commissione artistica. Le vie d'accesso furono migliorate, le stanze furono ampliate e nel 1645 Benedetto fece costruire una strada per le carrozze ed ebbe l'idea di costruire una scala. Per questo compito il 1ºnovembre 1645 fu assunto il tagliapietre Tomio Forzan (o Furlan) di Padova, che propose un progetto di scala monumentale che, partendo da due rami che si congiungevano in un pianerottolo, continuava dritta e ortogonale a questi con 104 scalini e 8 ripiani, per poi tornare a dividersi in due rami all'altezza della piazza superiore. Il 14 aprile 1646 non si era ancora realizzata la statua e perciò il progetto fu modificato, sotto suggerimento di Benedetto, riducendo i ripiani a sette e facendo finire la statua direttamente in cima al monte. Inoltre, il Forzan aveva pensato anche una serie di "figure dipinte e scolpite di giganti e di scimmie, e vasche per fontana", che non si sa se siano mai state eseguite. In seguito alla costruzione della scala nacquero anche una serie di contestazioni tra il Forzan e Benedetto Selvatico, documentate da alcune lettere e documenti, dovute ad alcuni problemi strutturali.La corrispondenza di Forzan ci informa anche sull'avanzamento dello stato di costruzione dell'edificio principale, che in quegli anni assume la forma attuale, venendo completato definitivamente nel 1650.

##### Attribuzione del progetto
(da B. Brunelli, A. Callegari, "Ville del Brenta e degli Euganei")
Questa è la lettera di Tomio Forzan che, secondo gli studiosi Bruno Brunelli e Adolfo Callegari, lo vorrebbe come autore del progetto complessivo dell'attuale villa.
Da Le Maraviglie dell'arte del pittore e scrittore Carlo Ridolfi, invece, pare si possa evincere che ad aver ideato il progetto di Villa Selvatico sia stato Dario Varotari, pittore veneto che si intendeva anche di architettura. Questa tesi è sostenuta, in nota, anche dallo storico dell'arte Detlev Baron von Hadeln, che osserva come vi siano delle somiglianze tra villa Selvatico e villa Montecchia, progettata da Dario. Sicuramente sappiamo che nella villa ha lavorato come pittore il figlio di Dario, Alessandro Varotari detto il Padovanino, e perciò anch'egli viene ipotizzato come possibile progettista. 
Brunelli e Callegari, facendo riferimento alla già citata lettera del Forzan, si oppongono a queste idee e sostengono che ci sono troppe incongruenze nella versione di Ridolfi, segno della sua scarsa conoscenza in merito, e che la somiglianza tra villa Selvatico e villa Montecchia significa solamente che il Forzan la prese come riferimento, forse anche per volere del committente. 
In seguito, a tornare sulla questione è lo studioso Francesco Cessi in un articolo dell'aprile 1959 nella rivista Padova e la sua Provincia. Secondo Cessi, Tomio Forzan non si dovrebbe considerare architetto della villa, né in tutto né in parte, ma solo capomastro per i lavori della grande scala monumentale. A sua volta, sostiene che ad aver ideato il progetto originario fu Lorenzo Bedogni, discepolo di Luca Ferrari e per certo già autore delle pitture all'interno della cupola dell'edificio. Gli argomenti che Cessi porta a supporto di questa tesi sono molteplici e in più punti riprendono il lavoro di Brunelli e Callegari, criticandolo. La prima motivazione è l'incarico di Proto, assegnato al Bedogni nel 1651 per la trasformazione del presbiterio e del coro vecchio della Basilica del Santo, che è visto come un punto di arrivo nella sua carriera da architetto, sebbene non ci siano abbastanza testimonianze certe dei suoi lavori precedenti (tra cui si ipotizza, quindi, villa Selvatico). Altre motivazioni derivano dall'analisi attenta di alcuni documenti relativi alla villa, che smentiscono la possibilità che il progettista possa essere stato il Forzan; dall'analisi stilistica dell'edificio, che individua alcune somiglianze con i noti successivi lavori del Bedogni in Germania, e dal rapporto amichevole che l'artista aveva con la famiglia Selvatico, in particolare con Benedetto, che avrebbe reso possibile una collaborazione tra committente e progettista, come si pensa sia avvenuto.
L'ipotesi più accreditata sembra essere quella di Francesco Cessi, più recente e ricca di argomentazioni. Nonostante ciò, Lorenzo Bedogni non figura in alcun documento associato alla progettazione della villa, ma solamente in relazione al suo lavoro pittorico, quindi, l'attribuzione resta incerta.

#### Committenza artistica di Battista (1649-1658)
Una volta conclusa la sistemazione esterna della villa, Benedetto Selvatico passò ad occuparsi del suo interno. Dal 1649 chiamò Pietro Liberi, per dipingere un fregio e una saletta, mentre dall'anno successivo fu Luca da Reggio, o Luca Ferrari, a dipingere quattro affreschi nel salone del primo piano. La data 1650, infatti, venne scritta più volte nei dipinti, insieme alla firma. La tela ottagonale sul soffitto, che ritrae La Gloria di casa Selvatico, invece, è realizzata in questi anni dal Padovanino. Oltre alle decorazioni pittoriche interne, Benedetto commissiona anche altre decorazioni per la casa e alcune sculture per la chiesetta. 
Tuttavia, molte delle opere che grazie a una stima del 1658 del pittore Maffei è noto che abbellivano la villa, sono andate perdute. Tra questi mancano le pitture del Liberi, quadri del Mantegna, del Padovanino, del Ferrari, di Natale Leht, del Pellizari, del Possente, di Forabosco, i ritratti di famiglia e di personalità di spicco e, infine, quattro grandi tele di Jacopo da Bassano. 
Benedetto morì il 19 luglio 1658, a 85 anni, lasciando la gestione dell'intera proprietà al nipote Alvise, in modo che tutto il suo lavoro non andasse disperso. Anche gli altri nipoti potevano godere della villa, che, però, non avrebbe mai potuto essere venduta, affittata, cambiata, donata o prestata, così come i beni che erano al suo interno.

#### Dal 1658 al 1814
I nipoti di Benedetto, pur restando fedeli alle volontà dello zio, non erano in buoni rapporti tra loro e di conseguenza persero lo spirito di dedizione alla famiglia e soffrivano il dover condividere la casa con gli altri. Tuttavia, infine i fratelli si riappacificarono.
Nel 1689 un forte temporale investì la collina dei Selvatico e la cupoletta della villa fu scoperchiata dal forte vento. Da quel momento la famiglia Selvatico si curò sempre meno della villa. I due Benedetto che susseguirono Alvise nella gestione della villa, rispettivamente il figlio e il nipote, si concentrarono su altre faccende. Il primo fu un condottiero della repubblica veneziana, mentre il figlio fu molto impegnato sul fronte diplomatico e per i suoi servizi al duca Rinaldo ricevette il feudo di Montese e il titolo di marchese. A occuparsi della villa fu, quindi, il fratello canonico di Benedetto il condottiero, che, data la sua passione per le opere d'arte, ne acquistò numerose.
Nell'aprile e maggio del 1743 la casa fu momentaneamente risistemata, vista la poca cura che aveva ricevuto, grazie ad Alvise Benedetto perché i Selvatico dovettero ospitare il duca di Modena. 
Negli anni successivi, la villa passò nelle mani dei discendenti di Alvise Benedetto, prima a Bartolomeo, il figlio e poi a Pietro, il nipote. La proprietà, però, era ormai in decadenza, tanto che i bagni termali erano ormai frequentati solo dai poveri e presero il nome di "Bagni degli Ebrei". I Selvatico, infine, decisero di vendere il loro possedimento, dopo oltre 250 anni.

### Proprietari successivi ai Selvatico

#### Agostino Meneghini (1814-1842)
La villa fu acquistata nel 1814 da Agostino Meneghini, un ricco agricoltore che si occupò anche di bonificare l'area. Alla committenza di Meneghini si dovette il nuovo giardino all'inglese progettato da Giuseppe Jappelli, il quale andò a ripensare anche il prospetto della scala, conferendogli uno stile neogotico. L'intervento dell'architetto iniziò già a partire dal 1818. Meneghini, però, non riuscì a tenere la villa per molto, tanto che la vendette nel 1842.

#### Conti Wimpffen (1842-1901)
I nuovi acquirenti furono il conte Franz von Wimpffen e la moglie Maria, i quali, negli anni in cui ebbero in proprietà la villa, vi portarono un gran fermento culturale, grazie alle numerose visite che ricevevano.

#### Famiglia Emo Capodilista (1901-1996)
La villa cambiò nuovamente proprietario nel 1901, passando al senatore barone Baracco Emo Capodilista e, successivamente, ai suoi nipoti Andrea e Gabriele. Tuttavia, anche gli Emo Capodilista cedettero la villa nel 1965, che passò nelle mani di vari proprietari fino al 1996.

#### Famiglia Sartori (1996-2013)
Nel 1996 Pier Paolo Sartori acquistò la villa e la restaurò, mantenendola sempre in buone condizioni. Tuttavia, non riuscendo a sostenere i costi, la villa finì all'asta nell'ottobre 2010.

#### Villa Selvatico Terme S.r.l. (dal 2013)
Dal 2013 la villa è divenuta di proprietà di Villa Selvatico Terme Srl.
Sono stati messi in atto lavori di ristrutturazione e adeguamento volti ad un utilizzo come residenza esclusiva, spazio dedicato a celebrazioni ed eventi.
Dal 2023 la villa è aperta al pubblico.

## Descrizione
(Provveditori di comun, Descrittione delli Stabili del Sig. Cavaliere Benedetto Selvatico alla Battaglia nel Padovano)
Così la Villa Selvatico veniva descritta ai visitatori che si accingevano a visitare il territorio dei Colli Euganei. Il suo aspetto odierno si deve all'investimento che Bartolomeo Selvatico decise di impegnare dopo averne ricevuto l'investitura nel 1561. Lo stato rovinoso dello stabilimento precedente e le conseguenti ricadute negative che avrebbe portato al suo status sociale spinsero costui, giureconsulto e consultore della Repubblica di Venezia, a riqualificare l'edificio. Si attribuisce l'inizio dei lavori all'anno 1593, stimandone la conclusione attorno al 1600, secondo il fascicolo "Notarella" di "Spese di Fabbrica al Montesello" di Bartolomeo stesso. Nello stesso documento compaiono i nomi di Pasqualino Muratore, al quale vengono affidati i lavori edilizi, e Gasparo Marangone, responsabile del rifornimento di legno per il coperto della casa e della realizzazione del loggiato principale (voluto dal committente stesso) per il quale venne fatto collocare un basamento in trachite spianando il monte sul davanti, ottenendone l'accesso attraverso le due scalinate collegate da un pronao aggettante.

### Esterno

#### Edificio principale

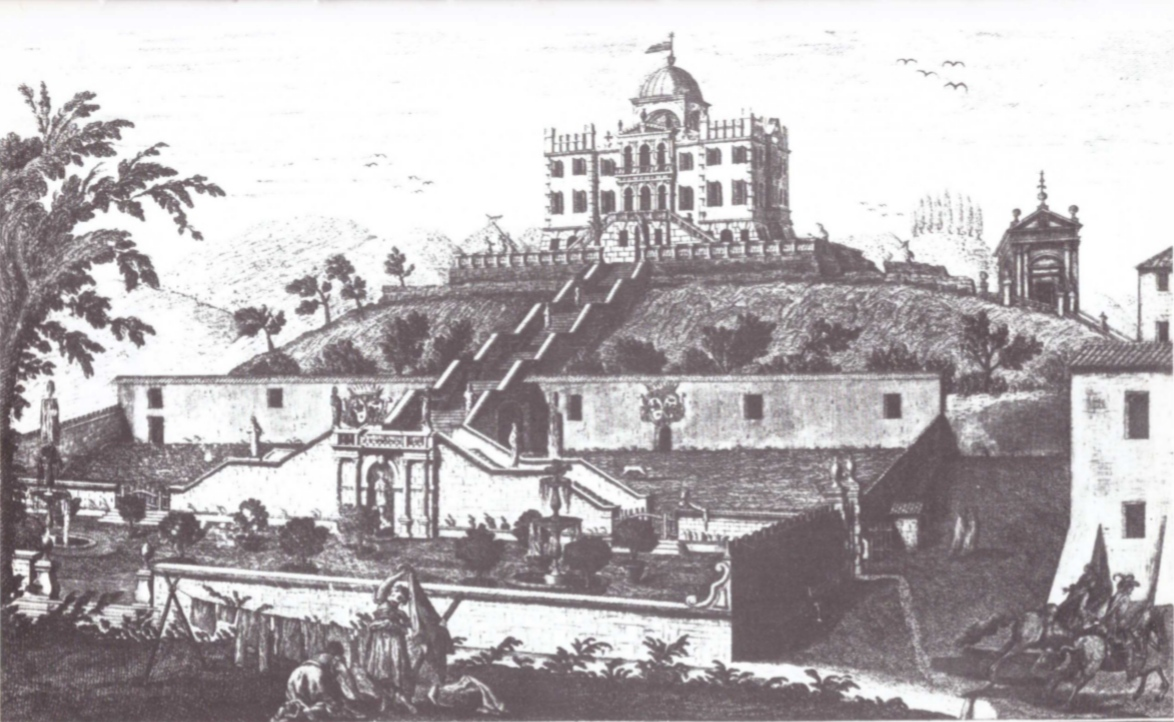
Veduta della maestosa villa e relativo giardino sul finire del Settecento

La riqualificazione di Bartolomeo Selvatico conferì alla villa l'aspetto odierno.
Costruzione imponente poggiata sulla sommità del colle, il corpo principale presenta una struttura cubica sviluppata su uno schema di pianta cruciforme, con gli angoli chiusi da quattro torrette a pianta quadrata. Il tutto si sviluppa su tre livelli.
I quattro prospetti esterni sono simmetrici tra loro: una facciata loggiata riccamente decorata chiusa nei canti dalle torricelle a bugne angolari, rustiche, aggettanti leggermente dal piano di facciata e con coppie di finestre rettangolari in corrispondenza di ogni piano.
La merlatura fitta di impronta medievale si attribuisce al successivo intervento di Benedetto selvatico, ispirata probabilmente al Castello del Catajo a Battaglia Terme. Le loggiate esterne ricordano motivi palladiani, pur con una modalità "baroccheggiante" per la collocazione dei vari elementi classici:  il piano terreno è bugnato mentre i due livelli superiori, più visibili dal basso, sono riccamente decorati da sovrapposizioni di ordini architettonici e cornicioni adornati da bucrani e rose. .

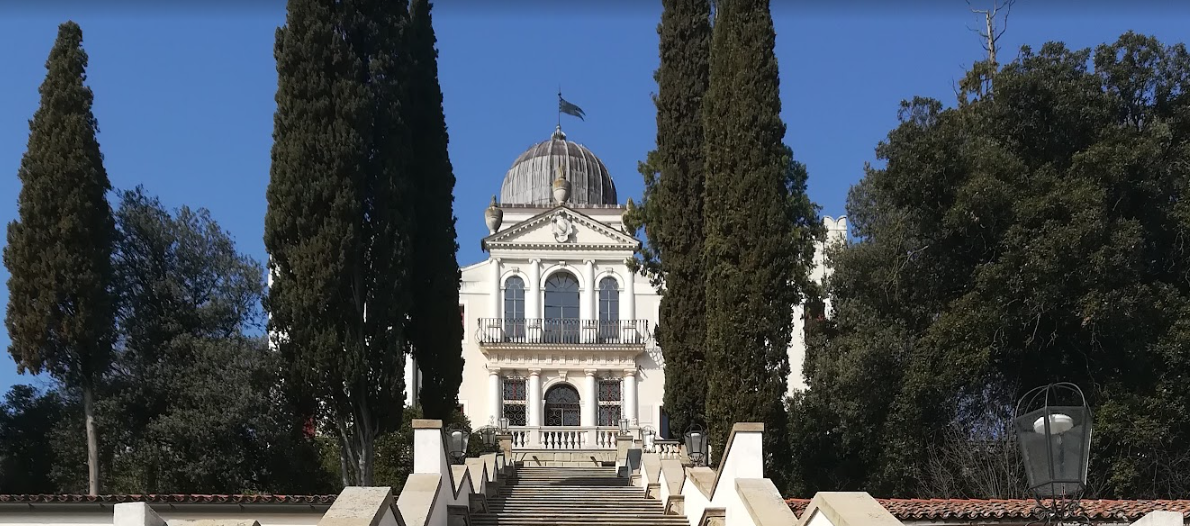
Veduta della facciata principale

La facciata principale di ingresso, verso Sud, presenta un loggiato a forma di pronao tetrastilo, con arcate a tutto sesto ed una serliana di accesso inquadrata da semicolonne doriche sulle quali poggia, sostituendo l'architrave, un fregio a triglifi e metope.  Da esso si innalza, quasi a creare una seconda fascia di trabeazione, lo spessore della lastra del poggiolo del secondo loggiato comprendente le tre finestre dell'ultimo piano, con un abile uso di ringhiera a ferro ad aste sottili che ne ricrea un effetto di trasparenza. Per il terzo livello si ripete la trifora del piano terreno, senza serliana ma con tre fornici archivoltati inseriti tra semicolonne ioniche portanti l'architrave modanato a fregio liscio; da cui si innalza successivamente il timpano a dentelli (il quale al centro avrebbe dovuto riportare lo stemma dei Selvatico, sostituito da quello dei successivi proprietari, gli Emo), coronato infine da vasi acroteriali da cui escono fiamme e raccordato alle finestre laterali dei corpi delle torri angolari da due anse. .

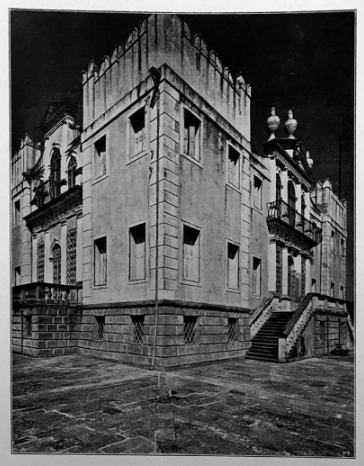
Vista della torre angolare bugnata

Le altre facciate mantengono una struttura simile ma meno adornata: nel prospetto Nord mancano gli ornamenti delle metope nell'architrave del secondo livello, e le loggiate simmetriche laterali Est ed Ovest, neo sviluppate, riportano gli stessi ordini architettonici ma gli ingressi sono più bassi, le semicolonne vengono sostituite da pilastri, il fregio dorico manca delle metope ed il timpano finale centrale comprende solo la finestra centrale, con delle volute che si sviluppano su quelle laterali fino a raccordare le facciate alle torrette angolari. .
La facciata principale presenta una scala esterna diramata in due bracci, che conduce all'accesso al primo piano; mentre nelle logge laterali si trova una balaustra che sporge dagli ingressi sul pianerottolo, e per la quale si raggiunge l'interno senza però alcuna rampa di sostegno.
Al centro del complesso, si innalza un basamento cubico, aperto su ogni faccia da un finestrino a semiarco.  Su di essi poggia il tamburo e prende forma la cupola in piombo, in asse con l'ingresso, con alla sua sommità una lanterna quadrata.
(Provveditori di comun, Descrittione delli Stabili del Sig. Cavaliere Benedetto Selvatico alla Battaglia nel Padovano)

#### Vie d'accesso
Nel 1630 ereditò la villa Benedetto Selvatico: medico di grande fama e prestigio, uomo dedito alla scienza e con a cura il buon nome della sua casata.   Nel 1642 nomina il tagliapietra o capomastro Tomio Sforzan, (o Tommaso Forzan, o Furlan), nuovo "proto" dell'edificio, per la modifica ed abbellimento del complesso. Negli anni Cinquanta del Seicento viene sistemata la strada per carrozze che mette in comunicazione l'ingresso principale con il versante settentrionale del colle, passando per l'oratorio e le cantine, carratelli e tinazzi distintamente collocati all'esterno e scavati su pietra viva. .
(Provveditori di comun, Descrittione delli Stabili del Sig. Cavaliere Benedetto Selvatico alla Battaglia nel Padovano)

#### Scalinata monumentale

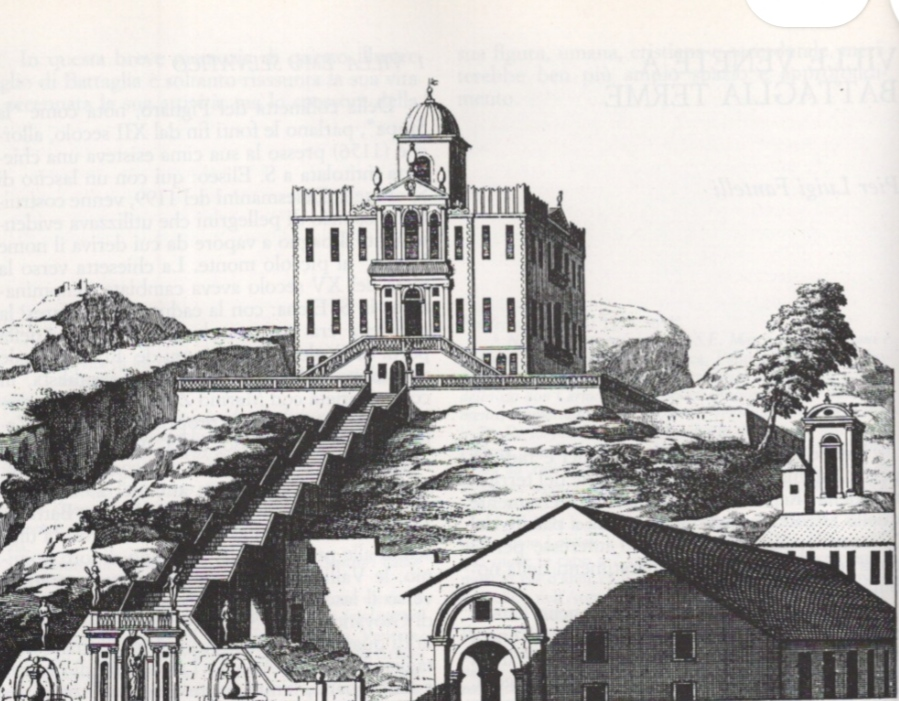
Incisione di Villa Selvatico con veduta della scalinata realizzata da Tomio Forzan

Tommaso Sforzan espone nel 1645 il progetto per la grande scalinata che conduce dalle pendici del colle Sant' Elena a Sud fino all'ingresso della loggiata principale.
Prevedeva due rami opposti congiunti in un pianerottolo da cui poi sarebbe partita la vera e propria rampa di centoquattro gradini e otto piani, che a sua volta si sarebbe biforcata all'estremità superiore.  Fu progettato anche un sistema di fontane che avrebbe dovuto incanalare l'acqua a monte, e terminare in una grande fontana con un gruppo scultoreo raffigurante Nettuno, in una nicchia "a grottesco" che chiudeva la testata della scalinata a colonnato in pietra d'Istria. 
Il progetto presentò però dei problemi strutturali, a partire dai dubbi nutriti dallo stesso Sforzan sull'impatto al sistema di approvvigionamento idrico delle aree di servizio che avrebbe avuto il complesso sistema di fontane. A seguito di un cedimento strutturale di un ramo della gradinata, e dei derivanti disguidi tra committenza e manodopera, i costi furono ridotti e il progetto fu modificato. . L'attuale scalinata mantiene la biforcazione in due rampe alla base e alla sommità, ma è suddivisa in sette piani, ciascuno dotato di panchette per riposo, e accompagnata da un corrimano colonnato. All'interno di essa e del basamento supportante, si sviluppa la barchessa utilizzata come stalla, "teza" e rimessa per le carrozze. Fu realizzata anche la fontana centrale a nicchia sulla chiusura della testata, ormai perduta. I lavori terminarono nel 1647. .

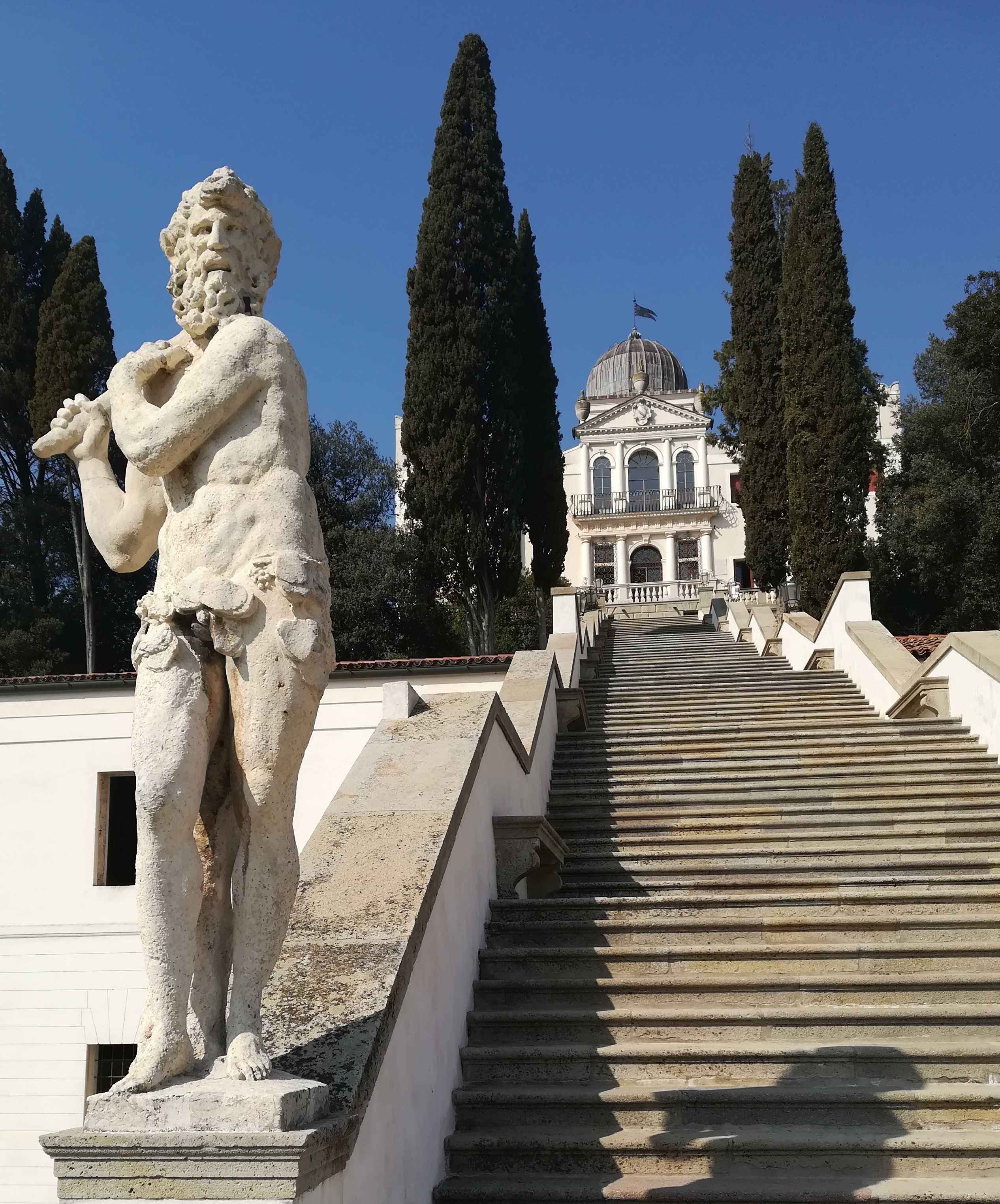
Statua del "Gigante", G. Albanese

#### Statue
Nel 1647 si registrano dei pagamenti in favore di Girolamo Albanese (famoso scultore ed architetto veneto) per due grandi "Giganti" scolpiti in un solo pezzo di pietra, collocati in seguito su due piedistalli inauguranti l'accesso alla scalinata monumentale. Le due figure, di proporzioni erculee ed espressioni caricate, con barbe incolte e sopracciglia aggrottate,  richiamano "l'homo silvanus": leggendario personaggio prometeico, iniziatore di attività umane, che compare sullo stemma dei Selvatico sorreggendo una clava.
Sempre dalla contabilità della potente famiglia si apprendono informazioni riguardanti altri gruppi scultorei commissionati allo stesso Albanese, poi scomparsi: dal gruppo scultoreo della fontana di Nettuno, in piedi sopra una conchiglia reggente due cavalli marini; ad una composizione di quattro statue di pietra raffiguranti le quattro stagioni, di cui oggi sopravvive solo "L'Inverno": un vecchio barbuto malinconico avvolto in un pesante manto di pelle fino ai piedi.
Senza un'attribuzione ben precisa rimangono invece il gruppo di tredici statue adornanti l'area inscritta tra la barchessa e la successiva serra.

#### Oratorio
La chiesetta di Sant'Elena sorge sulle rovine di un precedente oratorio dedicato a Sant'Eliseo, ricordato in un documento del 1156 .
Assecondando il desiderio di rinnovamento degli ambienti del padre, il primogenito di Bartolomeo Selvatico, arcidiacono della cattedrale di Padova, ristrutturò gli ambienti, e la prima messa fu celebrata il 4 ottobre 1596.
Da una fonte del Seicento apprendiamo che la chiesetta era di proprietà dei Selvatico, ma messa a disposizione di tutti. Con fronte timpanato su quattro colonne, comprende una sacrestia continua propria ed è fornita di tutti i paramenti necessari, con un altare e una pala ad olio "di Buon Maestro" .
Il 3 Maggio 1601, nel giorno della Santa Croce, il Papa concesse l'indulgenza plenaria alla chiesetta, a cui si recò lo stesso Bartolomeo e le sue figlie. .

### Interni
La villa, rigorosamente a pianta quadrata si sviluppa sostanzialmente su tre piani, articolandosi intorno ai saloni centrali a croce greca (con due bracci però lievemente compressi), dei due piani (piano primo e piano secondo).
Il piano terra voltato, all'interno del quale si trovavano stanze di servizio per la famiglia, quali camere da letto, cucine e ambienti ove immagazzinare le scorte alimentari. A condurre al primo piano dall'interno, due scale: una a volte decorata per mezzo di cornici rilevate sul muro, ed una invece meno evidente, che conduceva al piano successivo dalla cucina. 
Il primo piano invece si sviluppa a partire da una grande sala a crociera, il cui accesso dall'esterno è limitato alla sola scalinata meridionale, realizzata in pietra di Costozza (originariamente erano presenti due punti di accesso, identificati da due differenti scalinate). Nella sala principale del piano nobile si collocano poi 6 portoncini in pietra, che danno ad altrettanti ambienti riservati. Due delle stanze laterali (quelle collocate ad ovest ed est), fungono da anticamere per le piccole logge all'aperto. Quattro sono invece le stanze angolari simmetriche tra loro. Su questo pieno erano collocate ben 7 camere da letto. 
L'ultimo piano, a volte in mattoni, analogamente al primo si espande partendo da un salone crociato, il cui punto di maggior attrazione risulta essere la cupola centrale, realizzata dallo Sforzan tra il 1646 e il 1647. A questo piano si affacciavano complessivamente 8 camere da letto.

### Decorazioni

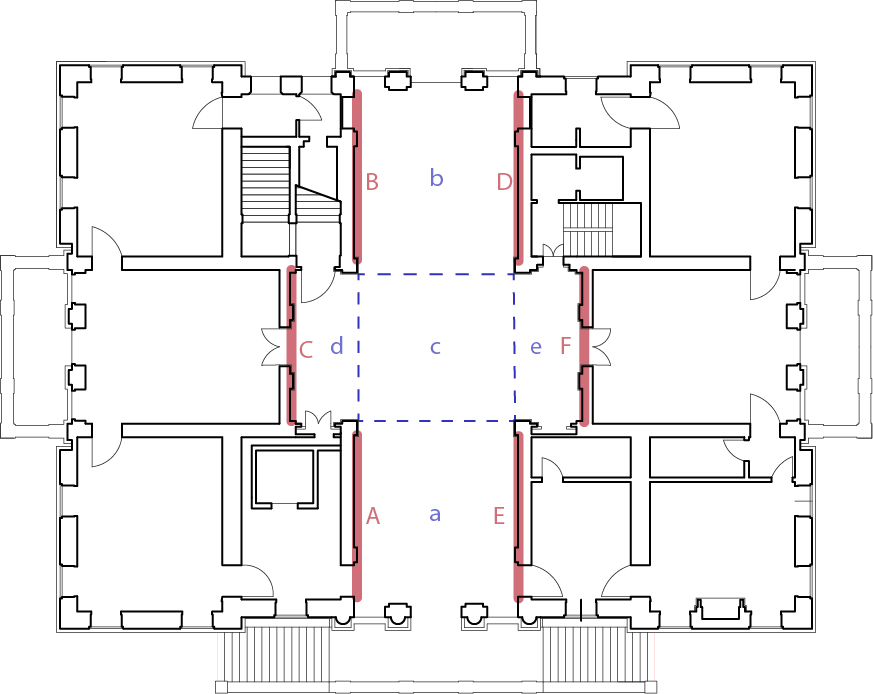
Schema per il posizionamento delle opere, nel piano nobile della villa

#### Piano nobile
Per la decorazione interna del piano nobile, il medico e accademico Benedetto Selvatico, chiamò due figure di spicco nella cerchia degli affreschisti attivi in territorio padovano, ovvero Luca Ferrari (detto Luca da Reggio), e Lorenzo Bedogni.
Gli interventi nella sala centrale della villa da parte dei due artisti reggiani è da datarsi tra la primavera e l'estate del 1650. A dimostrazione di ciò oltre alla documentazione storica, la presenza dell'anno 1650, all'interno di alcuni affreschi facenti parte il ciclo iconografico principale.
L'aspetto organizzativo nella decorazione del salone fu curato da Lorenzo Bedogni, con lo scopo di lasciare spazio alla narrazione delle vicende, garantendo un ritmo compositivo che non fosse snervante per l'osservatore. Pianificazione che poteva vantare anche di nuove tecniche decorative importate dalle regioni vicine, tra cui la quadratura emiliana.
Evidente è il forte carattere del proprietario che di suo pugno stese il programma iconografico per il piccolo ciclo decorativo della fondazione di Padova, da parte del mitico Antenore. Nella stesura Benedetto, inoltre, si riproponeva di seguire alla lettera le descrizioni di Ripa per la serie delle figure allegoriche, appuntandosi le pagine dell'edizione padovana del 1618. 

Questo episodio è singolare per il periodo storico trattato, infatti nel '600 crescente era la tendenza alla copiatura che poteva essere da grandi artisti o da stampe, senza che l'artista introducesse nulla di proprio. Questo facilitava gli individui meno colti che trovandosi spesse volte di fronte a committenze non dotate di particolare personalità, riuscivano comunque a soddisfarne le richieste.

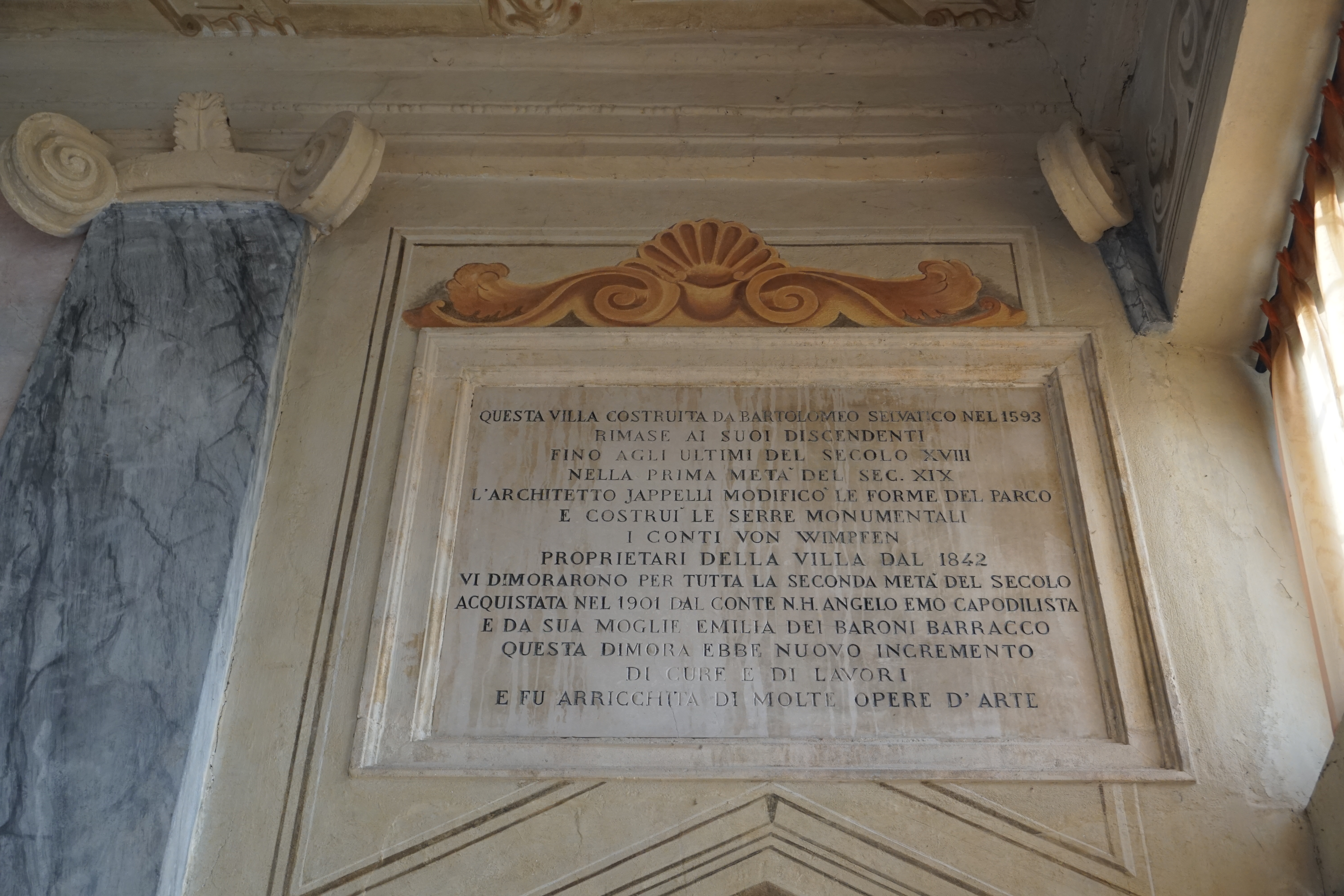
Iscrizione sovrapporta presente nel salone centrale del piano nobile della villa
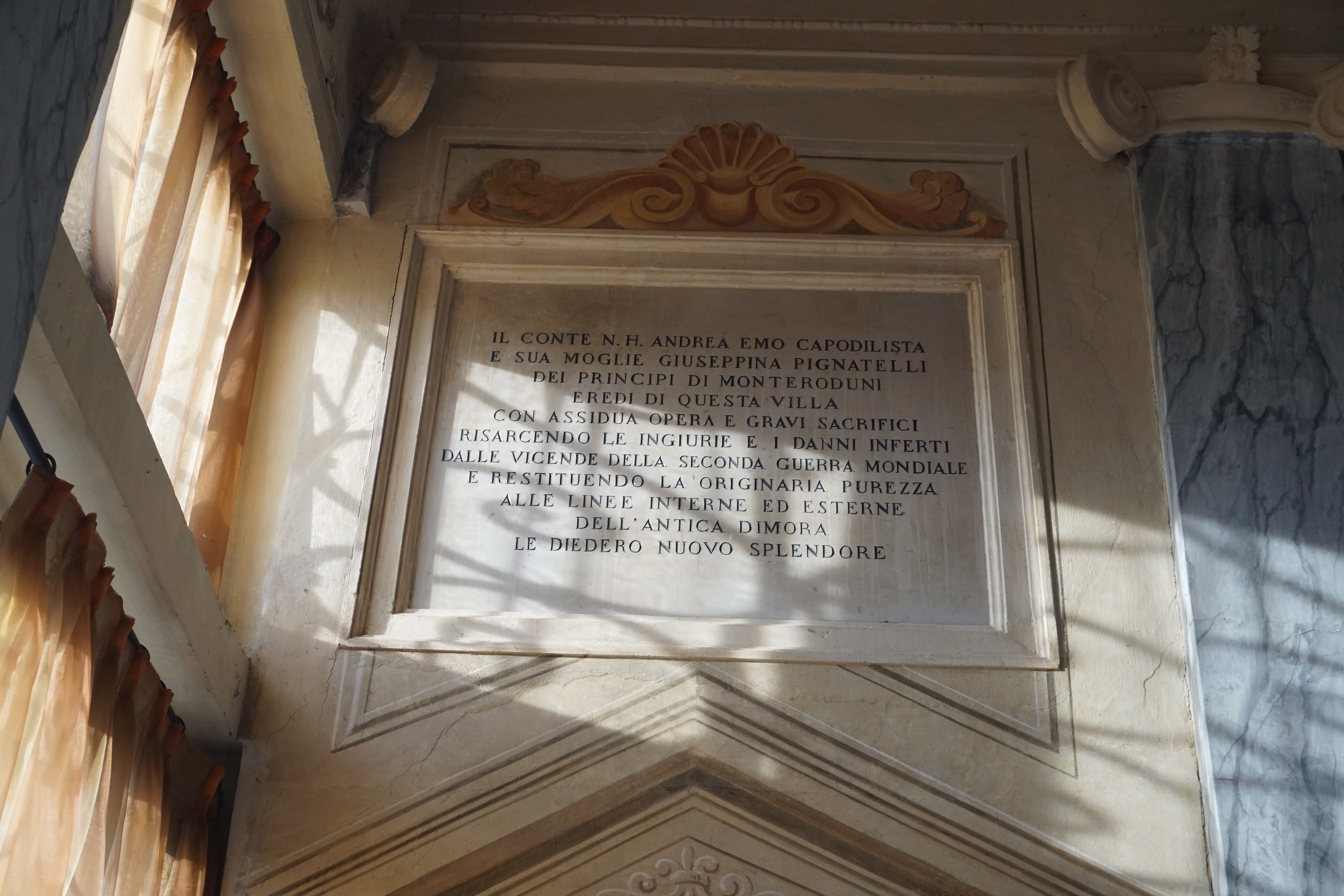
Seconda iscrizione sovrapporta presente nel salone centrale del piano nobile della villa
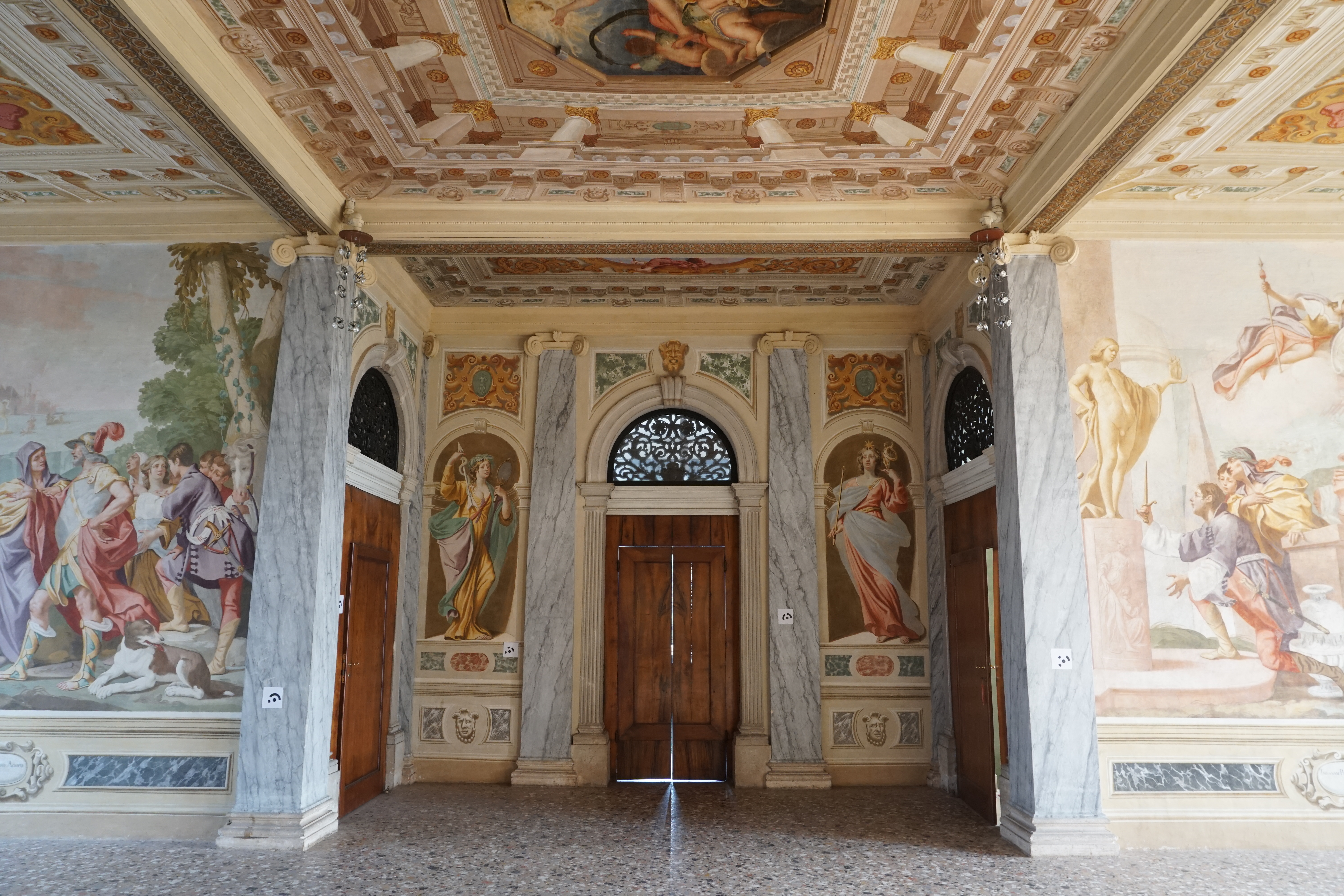
Parete del salone del piano nobile
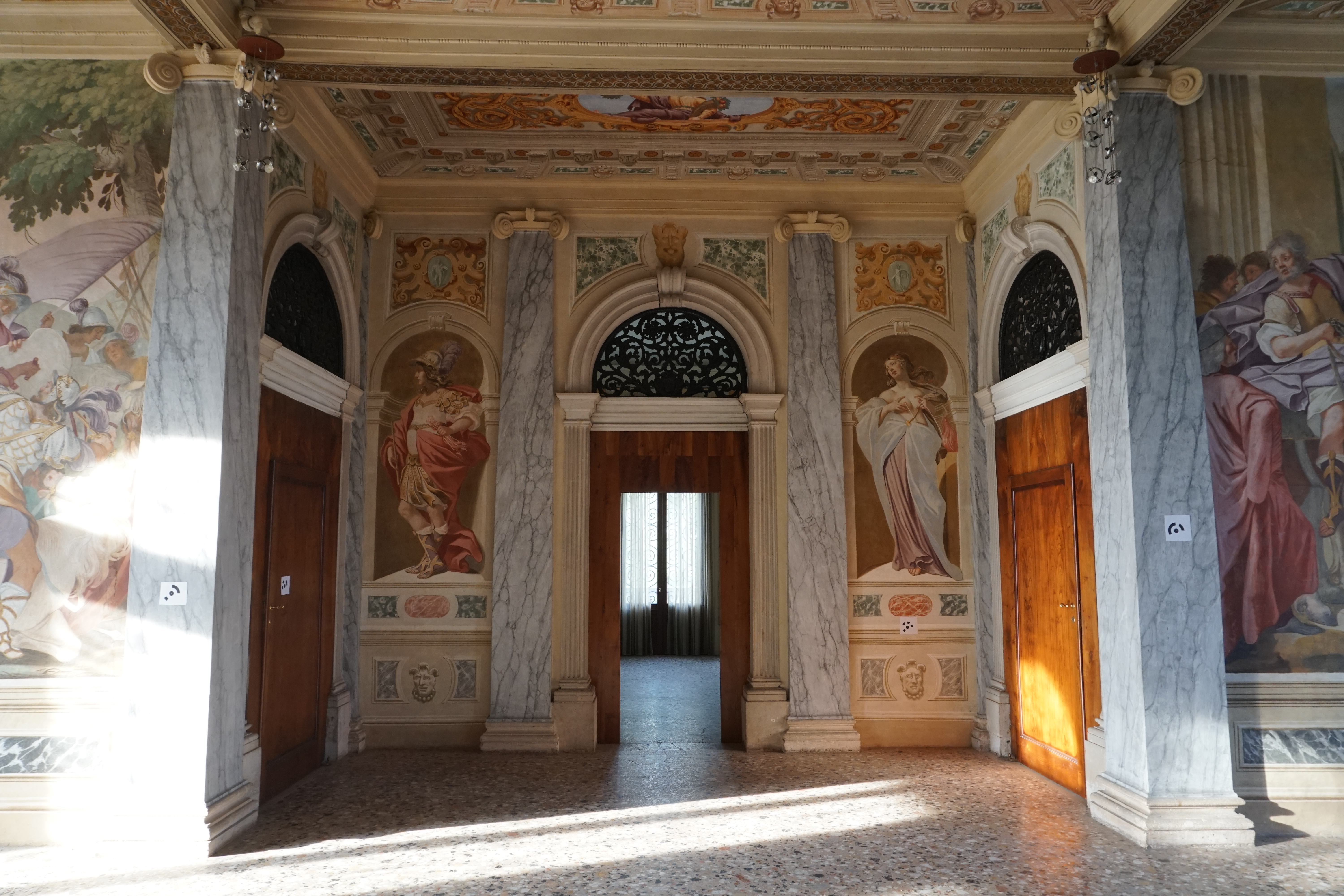
Parete del salone del piano nobile
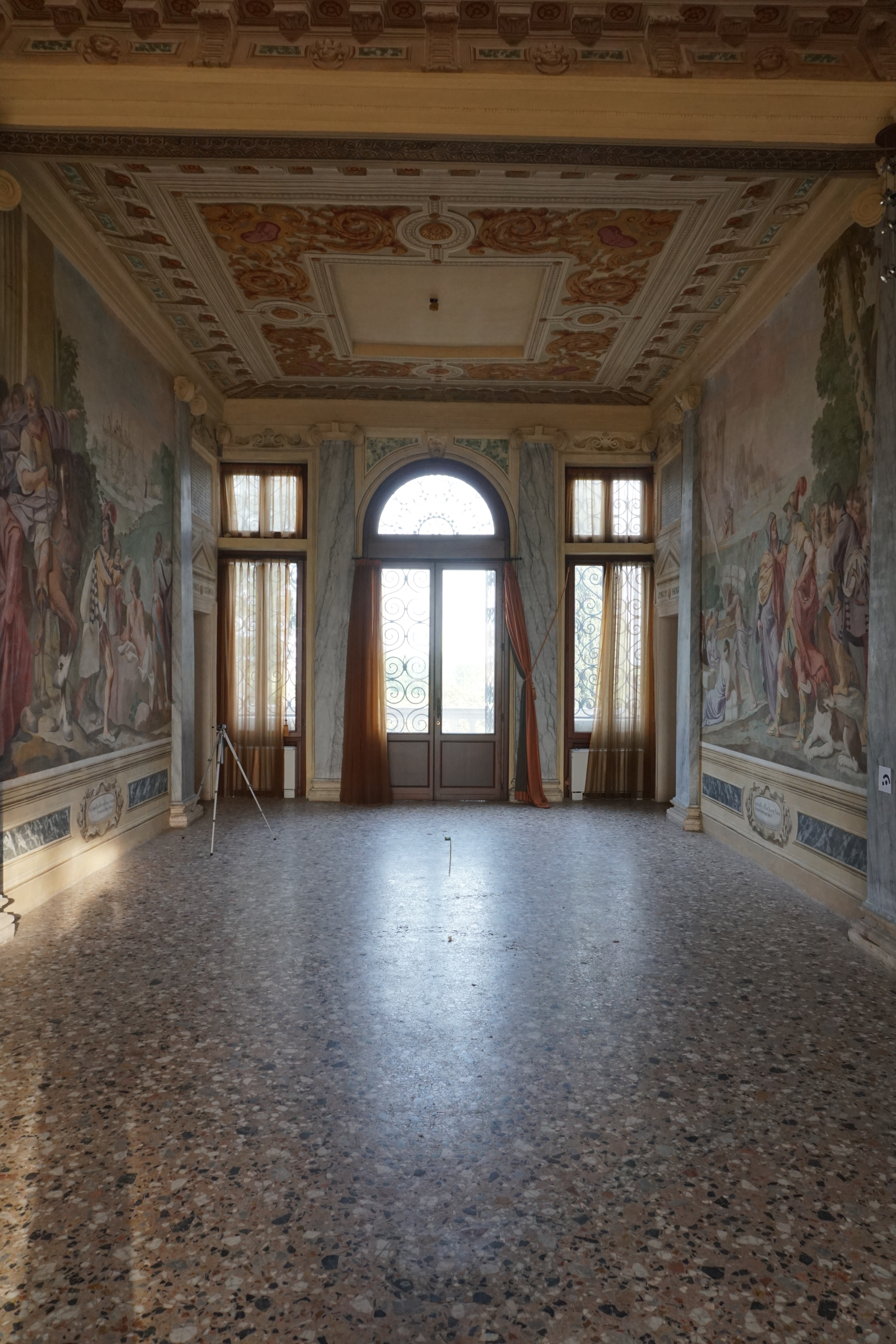
Soffitto salone del piano nobile
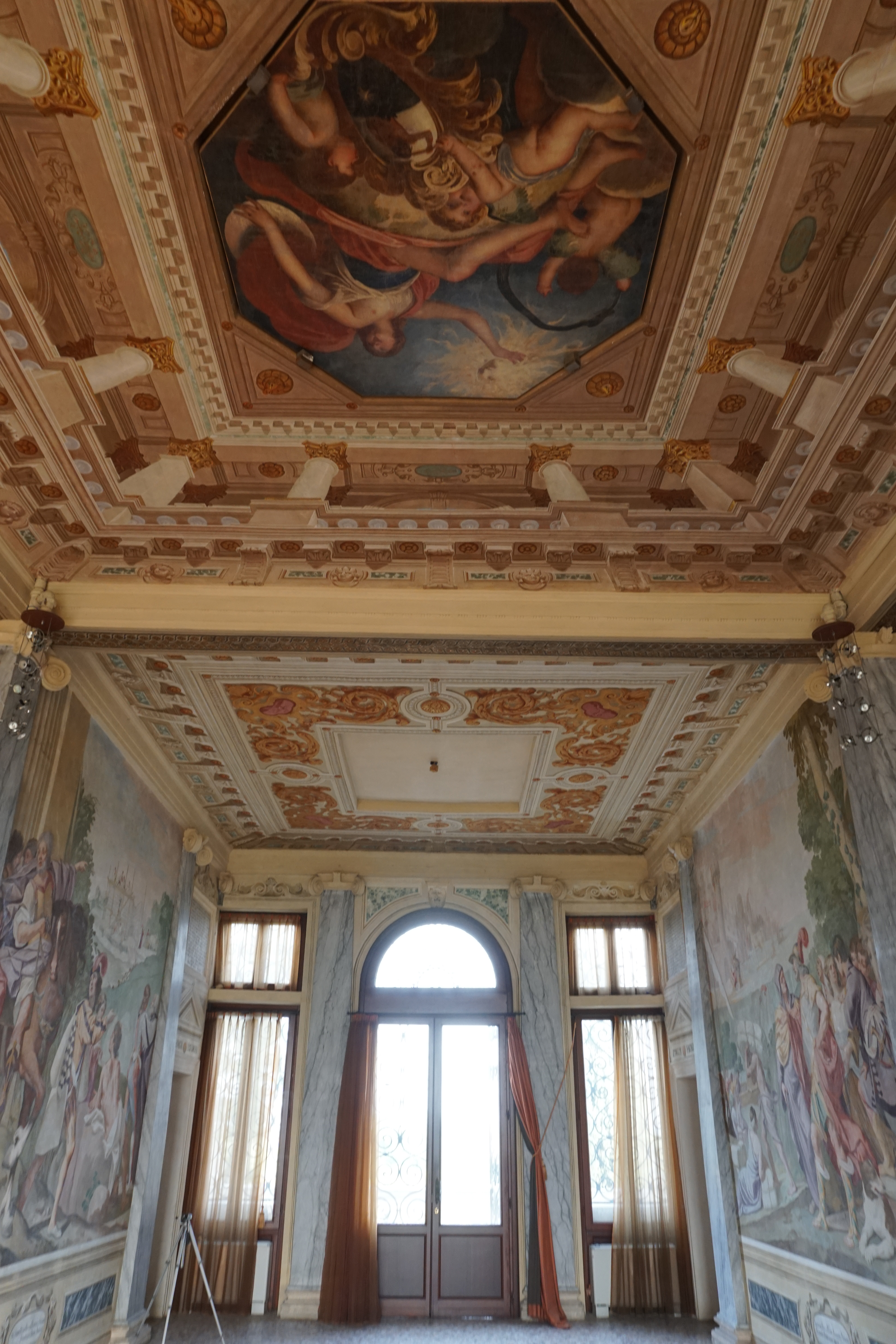
Visione più dettagliata del soffitto del salone del piano nobile

##### Ciclo decorativo della fondazione di Padova
Analizzando l'aspetto decorativo del grande salone a crociera del primo piano, elemento di spicco è il sistema architettonico dipinto che grazie a paraste in finto marmo con capitelli ionici, scandisce gli spazi. Questo sistema fa da contorno a quattro grandi riquadri aperti sulle pareti laterali dei bracci più lunghi, dedicati al sapiente intervento di Luca da Reggio (evidenziati all'interno dello schema soprariportato con le lettere A, B, D, E).
Quest'ultimo infatti sigilla nella parete muraria, quattro importanti episodi delle Storie di Antenore, fondatore della città di Padova. Alla base di questo sistema dipinto, uno zoccolo continuo di finto marmo, decorato, riporta nella sua parte mediana alcune descrizioni in lingua latina, riferenti gli episodi raffigurati.
La scelta del seguente ciclo decorativo da parte del cavalier Benedetto Selvatico, non è da ricercarsi nell'attaccamento alla città padovana e alle sue nobili tradizioni, ma al forte legame culturale che alimentava per i classici e l'arte dell'erudizione. Inoltre un aspetto importante è che la famiglia Selvatico non vantava illustri discendenze o origini antichissime, per cui la glorificazione non poteva avvenire attraverso il rimando a predecessori.

###### La fuga di Antenore da Troia

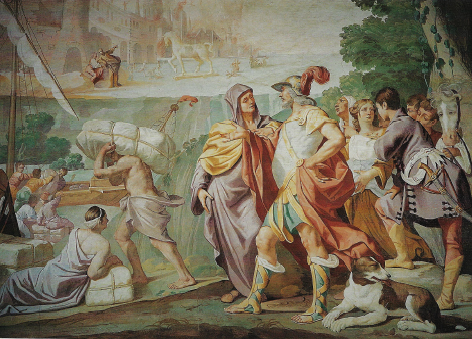
La Fuga di Antenore da Troia, affresco nella sala centrale (Luca Ferrari - Monografia di Massimo Pirondini, tavola LI)

Entrando dalla loggia, posta sul fronte della villa, sulla sinistra è immediatamente possibile scorgere il primo dei quattro affreschi, raffigurante "La Fuga di Antenore da Troia" (la cui posizione è indicata nello schema con la lettera A). All'interno dell'opera evidente è la figura dell'eroe, intento in una conversazione con la moglie Teucro e i due figli Helicaone e Polydamante, in attesa della nave che li avrebbe condotti lontani dalla città sconfitta e incendiata.
A differenza di quanto si potrebbe desumere dall'analisi della drammatica vicenda, la città che si scorge sullo sfondo dell'opera non viene rappresentata attraverso colorazioni scure, a sottolineare la tragicità dell'evento, ma con tinte chiarissime che lasciano solo intravedere il rosso dell'incendio che sta colpendo la città. I volti non manifestano chiaramente il dolore della devastazione e dell'abbandono della patria; l'unico soggetto, la cui espressione e gestualità testimoniano tale rammarico, risulta essere un'anziana posizionata nella parte retrostante l'eroe.
Aspetto curioso nell'opera è la presenza della data 1650 (anno in cui si colloca l'intervento di Luca da Reggio nel piano nobile della villa), dipinta su una balla di fieno, in basso a sinistra, ove trova ristoro una donna seminuda. La particolarità di tale affresco risiede nell'iscrizione, unica nel suo genere poiché citazione letterale al poema virgiliano Eneide.

###### La fondazione di Padova

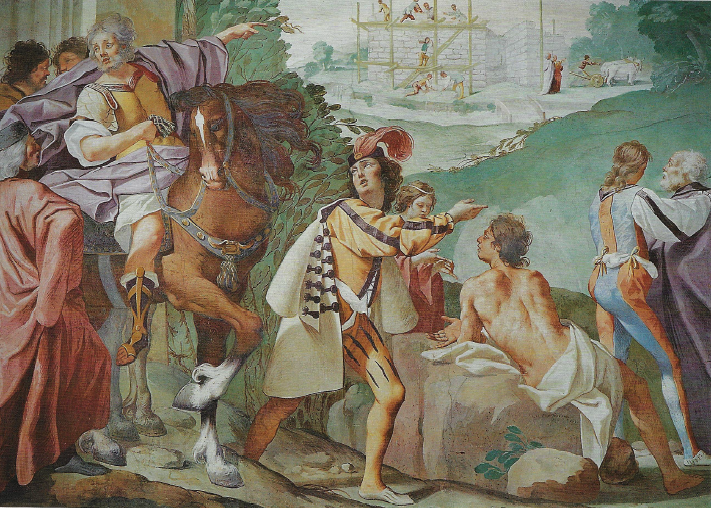
La Fondazione di Padova, affresco nella sala centrale (Luca Ferrari - Monografia di Massimo Pirondini, tavola LX)

Porgendo invece l'attenzione sulla parete di destra, il secondo dei quattro affreschi di Luca da Reggio, raffigurante "La Fondazione di Padova", si staglia dinanzi all'osservatore (opera indicata nello schema con la lettera E). Questa rappresenta il periodo conclusivo della leggenda di Antenore. In primo piano sempre evidente l'eroe a cavallo, posizionato con un gruppo di astanti nell'estremità in basso a sinistra dell'opera, intento ad indicare con chiara gestualità gli edifici in costruzione, della nascente città, posizionati sullo sfondo della composizione.
Uno dei primi aspetti che incuriosisce dell'opera è di certo la differenza di abbigliamento tra l'eroe e il personaggio al centro. Il primo, dalle vesti classiche dell'epoca, porta calzari in linea col periodo storico della leggenda; il secondo dagli abiti più moderni, e cappello con piuma, si rifà in qualche modo ai personaggi di Pietro della Vecchia. Questa combinazione risulta essere interessante, e piuttosto frequente nella produzione dell'artista emiliano, anche considerando quello che è il suo obiettivo, ovvero quello di modernizzare l'opera rendendola più contemporanea e reale ma conservando la distanza dall'ambiente umano, tipica della leggenda e evidente nello stile dell'affresco.
Anche in questa opera è presente la data 1650, arricchita della firma dell'autore mancante in alcuni tratti di chiarezza. Luca da Reggio posiziona questi due particolari, seguendo il filo logico del primo affresco, ovvero su di un masso, in basso a destra, sul quale trova pace un ragazzo seminudo di schiena.

###### La consacrazione del pugnale ad Apollo a Delfi

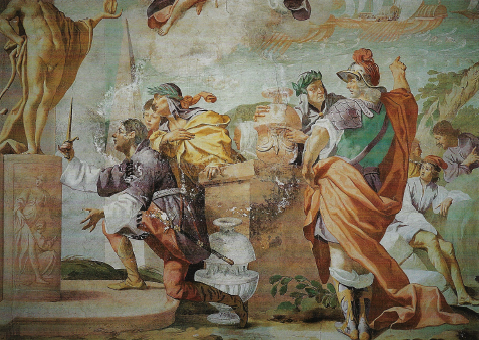
La Consacrazione del pugnale ad Apollo a Delfi, affresco nella sala centrale (Luca Ferrari - Monografia di Massimo Pirondini, tavola LIII)

Procedendo verso ovest, la tematica degli affreschi diviene quella del viaggio compiuto dall'eroe. Nel riquadro a sinistra, ne è sigillato un episodio, ovvero La consacrazione del pugnale ad Apollo a Delfi (opera indicata nello schema con la lettera B). Personaggio centrale nella composizione è il figlio di Antenore, Helicaone inginocchiato dinanzi ad una scultura di Apollo collocata nell'estremo sinistro dell'opera, intento a porgere al Dio, il pugnale. Alla destra di Helicaone un personaggio con in capo una corona di ulivo, probabilmente un aruspice. Sulla destra invece è posto Antenore di schiena, occupato in una discussione con un laureato, come si può evincere dall'abbigliamento e dal copricapo. Nella parte superiore della composizione è presente Minerva pacificata che tra le mani conserva un ramo di ulivo.
Unicità di questo affresco, è la presenza di chiari riferimenti all'antichità. Tali elementi però sono adottati con il semplice scopo di complemento all'ambientazione, e di certo non risultano essere legati ai classici oggetti antiquati spesse volte presenti nelle dimore di collezionisti padovani. Inoltre è evidente l'assenza di ispirazione al modello classico, intuibile nella scultura di Apollo e nel suo basamento.

###### Vittoria di Antenore su Veleso

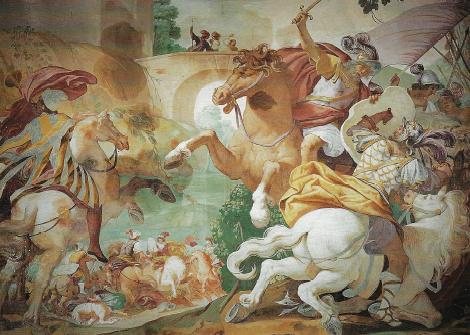
Vittoria di Antenore su Veleso, affresco nella sala centrale (Luca Ferrari - Monografia di Massimo Pirondini, tavola LIV)

L'ultimo episodio del viaggio di Antenore è invece conservato nella parete destra e si intitola "Vittoria di Antenore su Veleso" (la cui posizione è evidenziata nello schema con la lettera D). L'opera vede i due protagonisti grandeggianti a cavallo, posizionarsi nell'estremità destra della composizione. L'eroe è proteso con il proprio destriero sullo sfidante sconfitto, prossimo alla caduta da cavallo. Sulla destra invece è presente, a completamento dell'opera un araldo, dal vestiario, colorato, intento a suonare una tromba verso lo sfondo. In basso in secondo piano, è rappresentata la continuazione della battaglia.
Come nei primi due affreschi, anche in questo è presente il riferimento al 1650, data che si ritrova impressa su di un vessillo. Un aspetto che differenzia quest'opera dalle altre tre analizzate è di certo un senso di movimento, e dinamicità nuovi. Questi sono ottenuti per mezzo del posizionamento dei cavalli, del loro continuo incrociarsi e dell'utilizzo di tinte chiarissime, luminose, in alcuni punti perfettamente contrastate.

###### Le 4 allegorie della famiglia Selvatico
Posizionate invece sulle parti terminali dei bracci corti del salone, all'interno di finte nicchie, 4 allegorie: quelle della Prudenza e la Nobiltà (a sud, indicate nello schema con la lettera C), e dell'Eloquenza e della Benignità (a nord, contraddistinte dalla lettera F nello schema). Seguono in modo preciso quelle che sono le indicazioni grafiche presenti nella Nuova Iconologia a cura di Cesare Ripa (edizione del 1618). La scelta delle seguenti 4 allegorie non risulta casuale, infatti a proposito della figura di Antenore, il letterato Lorenzo Pignoria nei suoi trattati L'Antenore (1625) e Le origini di Padoua (1625a), cita virtù quali la prudenza e l'eloquenza.

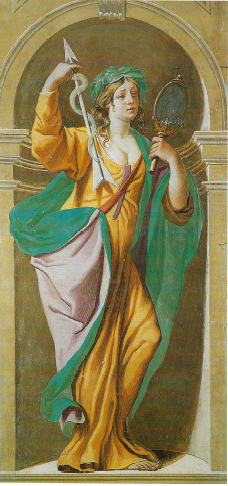
La Prudenza, allegoria nella sala centrale (Luca Ferrari - Monografia di Massimo Pirondini, tavola LVI)
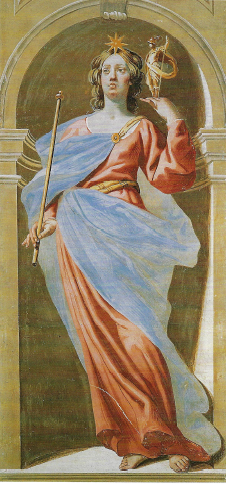
La Nobiltà, allegoria nella sala centrale (Luca Ferrari - Monografia di Massimo Pirondini, tavola LVII)
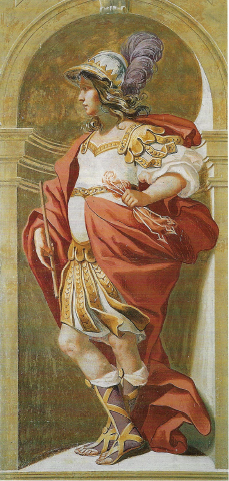
L'Eloquenza, allegoria nella sala centrale (Luca Ferrari - Monografia di Massimo Pirondini, tavola LVIII)
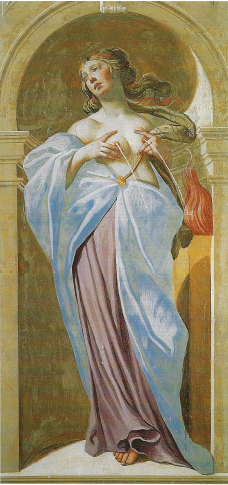
La Benignità, allegoria nella sala centrale (Luca Ferrari - Monografia di Massimo Pirondini, tavola LIX)

##### Soffitto del salone principale
Tipica della cultura veneta, ereditata dal primo esempio carraresco di Galleria Farnese, la tripartizione del soffitto, è presente anche nel seguente salone. Questi tre spazi sono stati dedicati rispettivamente all'intervento del romano Francesco Ruschi, del francese Daniel van den Dick, e di Alessandro Varotari (la posizione delle tele mancanti è evidenziata all'interno dello schema in corrispondenza delle lettere b ed a). 
L'unica tela che ha conservato la sua posizione originaria è pero quella dell'artista padovano, intitolata "Gloria di casa Selvatico vince il Tempo", (la cui posizione è indicata nello schema con la lettera c). La paternità della seguente opera è evidente, ma a togliere il dubbio vi è la stima operata dal pittore Maffei nel 1658.
La tela ottagonale, presenta una ricchezza di colori unica. Lo sfondo dell'opera è caratterizzato da un cielo di un azzurro turchese tipico del Padovanino, nel quale si colloca raggiante un sole biondo. Figura centrale nella composizione è di certo una fanciulla che siede sul mondo(la cui identità si potrebbe ricondurre alla fama o all'immortalità), dalla costituzione di certo non esile sebbene piuttosto slanciata, dall'abbigliamento fatto di pochi pezzi: una camicia candida, un manto di color rosso, una cinta bluastra. Curiosi sono gli elementi che la fanciulla tiene sui palmi delle mani, uno spicchio di luna nella mano destra, e il sole citato in precedenza, in quella di sinistra, Quest'ultimo umanizzato, presenta un volto che guarda sognante ed innamorato la fanciulla. Nella parte inferiore dell'opera sono presenti invece due amorini che tengono tra le mani lo stemma della famiglia Selvatico. Un ultimo putto si colloca più a destra, ed indica un serpente, simbolo dell'immortalità.

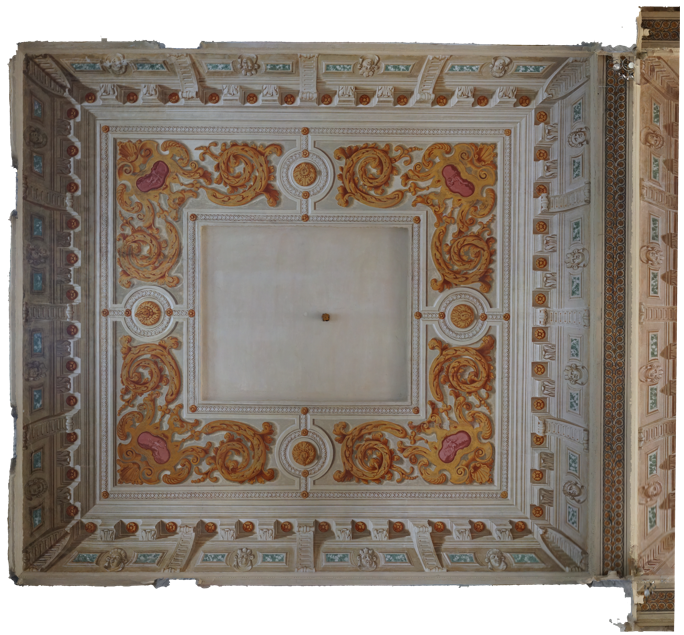
Prima parte del soffitto tripartito, salone centrale del piano nobile. Non è presente la tela originaria. (b)
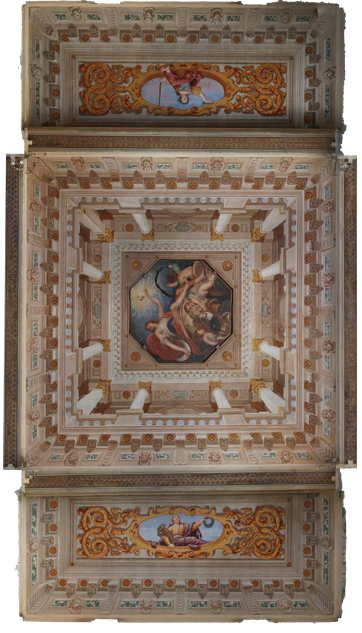
La Gloria di casa Selvatico vince il Tempo, Lorenzo Bedogni, soffitto a quadrature con colonnato in prospettiva (al centro olio su tela del Padovanino), salone centrale del piano nobile. (c)
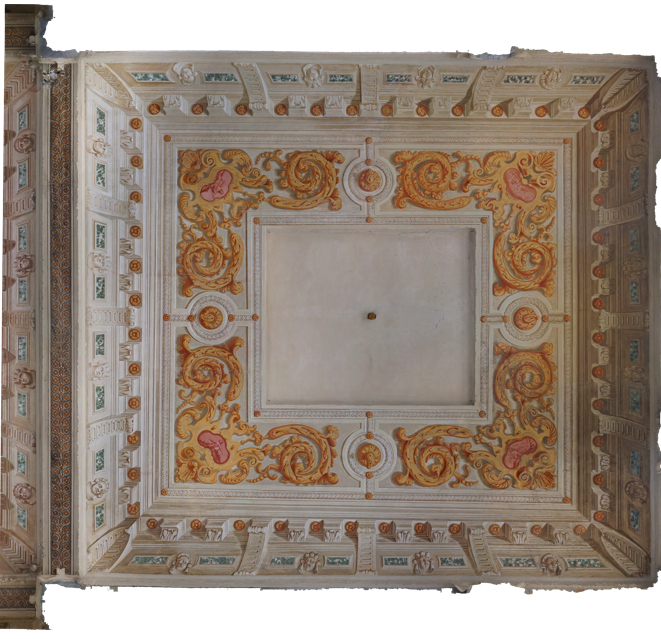
Seconda parte del soffitto tripartito, salone centrale del piano nobile. Non è presente la tela originaria. (a)

##### Stanze laterali
Le sette stanze laterali presenti nel piano nobile della villa, erano originariamente decorate con affreschi, pitture ad olio e quadri di noti artisti. In particolar modo nelle due anticamere da cui si accedeva alle loggette aperte, erano presenti 4 dipinti a fresco realizzati da Pietro Liberi e raffiguranti alcuni episodi di storia romana. Altre opere presenti nelle sale minori si potevano individuare nelle composizioni figurative di Luca da Reggio e quattro fregi ad olio rispettivamente di Liberi, Van den Dick, Bonacorsi. Decorazioni di minor rilievo erano invece presenti su tre delle sovrapporte delle sale minori, a cura di Luca da Reggio, cinque dal Padovanino, due da Nadal Planche.

#### Piano secondo della villa
Principale autore degli interventi decorativi nel piano secondo della villa è Lorenzo Bedogni, essi vengono datati al 1648, anno che viene introdotto dallo stesso autore reggiano all'interno dell'affresco principale della sala. Viene però riconosciuto come anno d'inizio delle opere di ornamentazione della cupola il 1647, quindi l'anno immediatamente prima dell'intervento del Bedogni

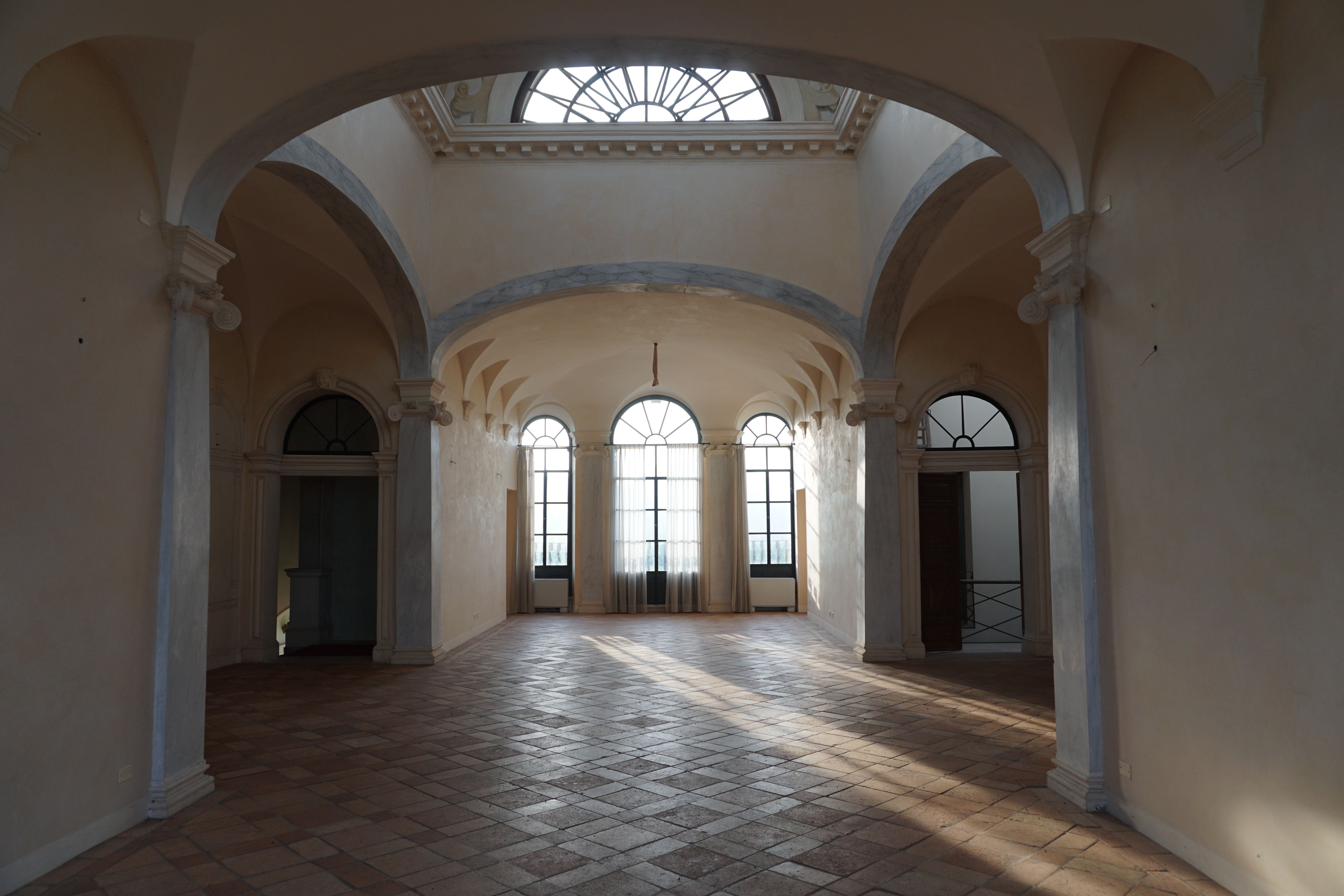
Salone centrale del secondo piano
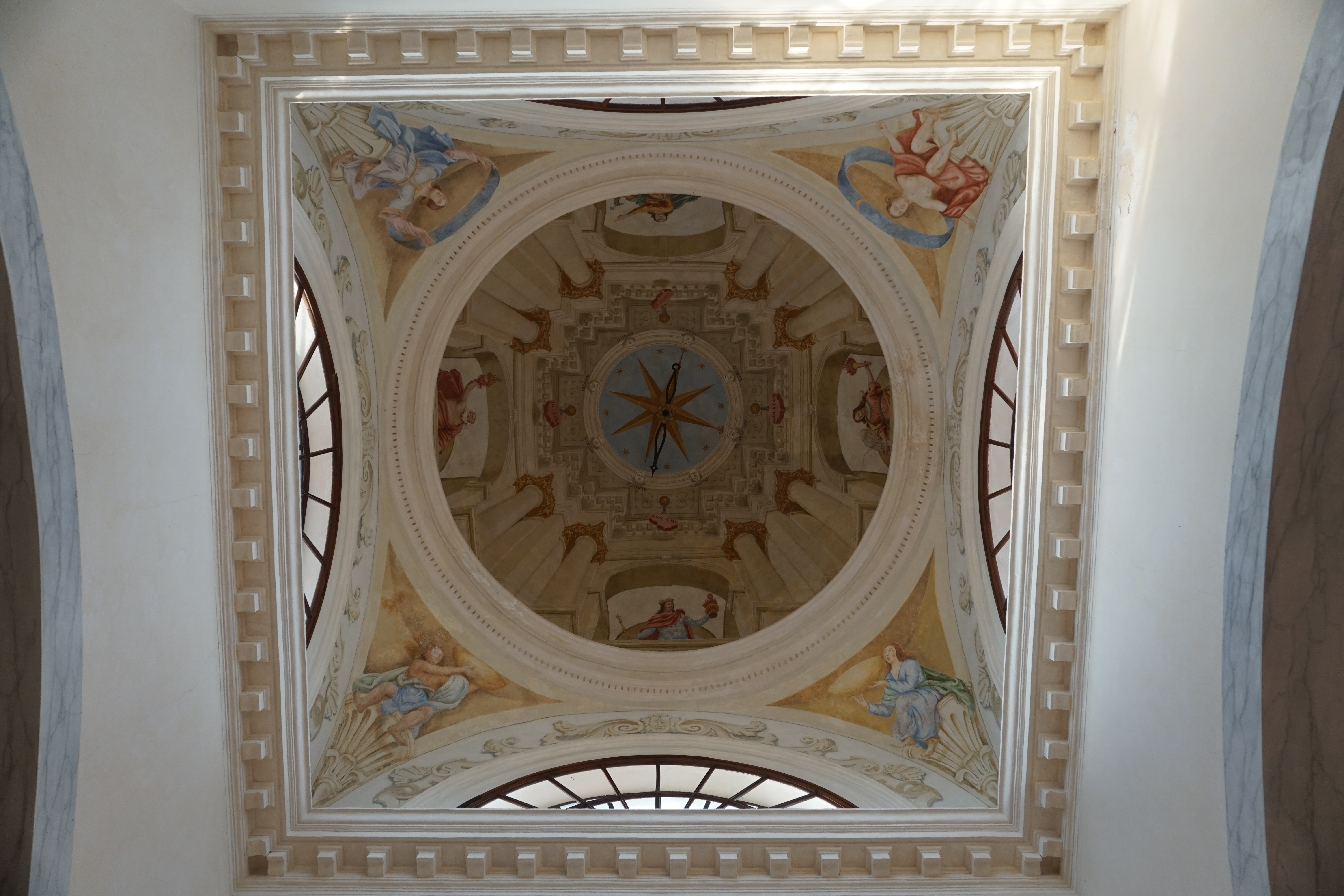
Cupola con affresco del Bedogni del secondo piano
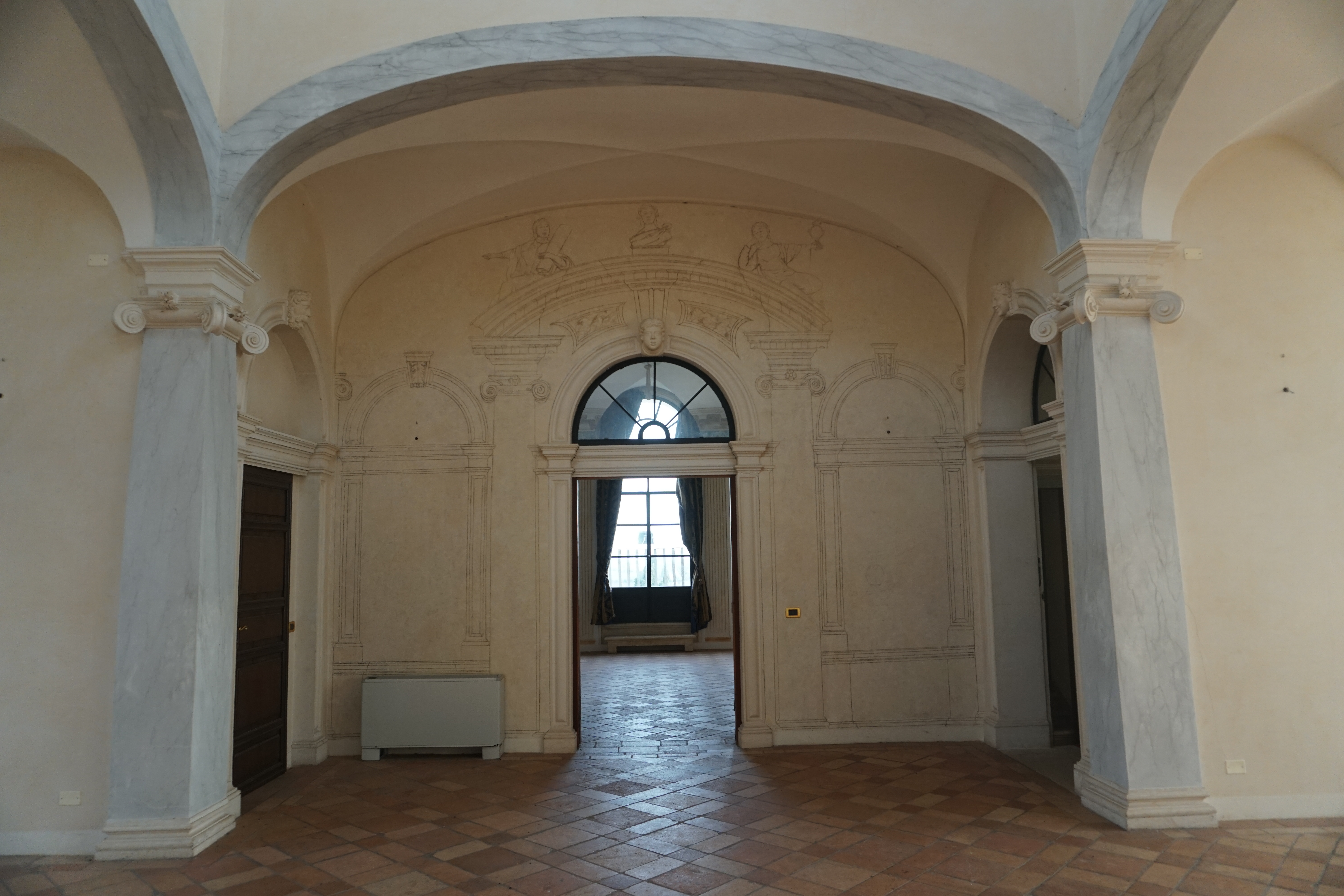
Salone centrale del secondo piano
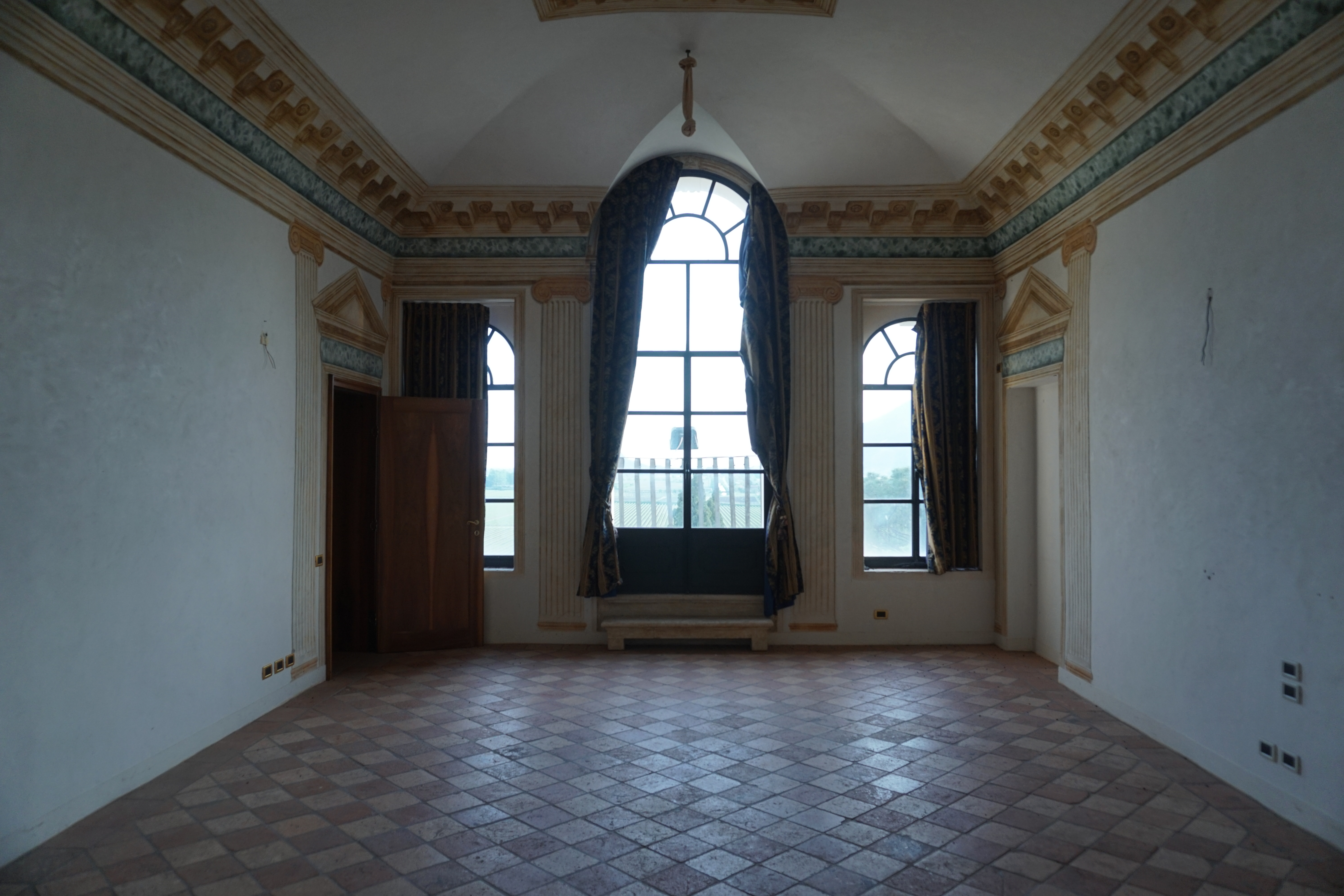
Dettaglio sala laterale secondo piano
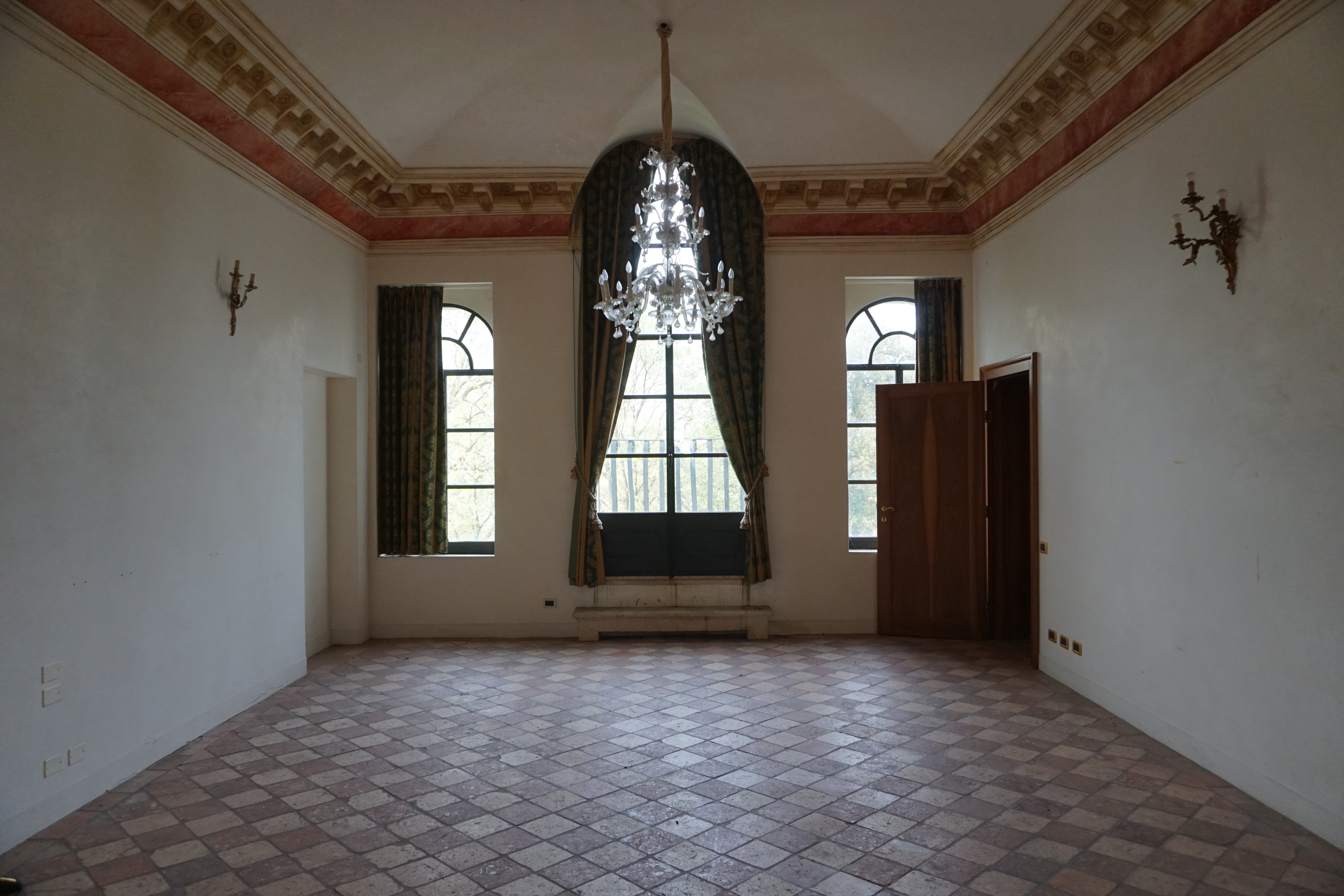
Dettaglio sala laterale secondo piano
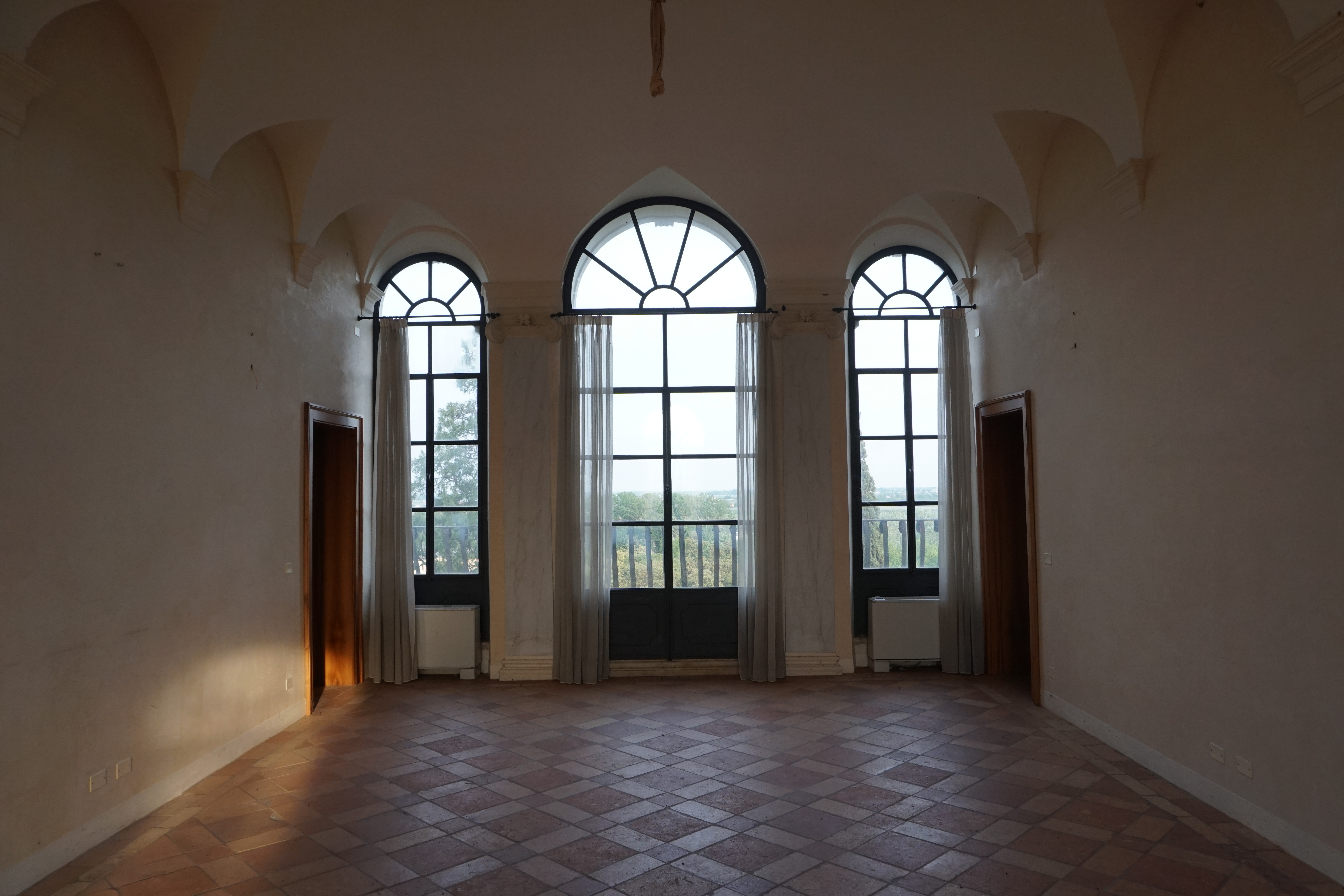
Dettaglio sala laterale secondo piano

##### Sala centrale
Questa, a crociera, presenta infatti nella sua parte centrale una cupoletta, ove è collocata l'opera mastra di Lorenzo da Reggio. Si tratta di un'architettura prospettica dipinta, caratterizzata dalla presenza di colonne corinzie angolari, intermezzate da pilastri. Ambedue gli elementi fungono da struttura portante per un cornicione assai decorato e complesso, che racchiude un motivo circolare ospitante la raffigurazione della Rosa dei venti.
Si noti quindi come "il pittore-architetto abbia qui trasformato una concavità in una struttura poliedrica a base crociata, ripetendo così l'impianto fondamentale dell'ambiente in cui si imposta il suo lavoro".
Nelle parti terminali di questa croce che si va così a creare, sono posizionate quattro figure allegoriche, riconducibili alle quattro Divinità dell'olimpo, che si sporgono da massicce arcate. Tali figure lasciano inoltre intravedere quello che è un ambiente coperto a crociera ribassata, che permette di estendere oltre quelli che sono i confini del dipinto la struttura, ed emula appositamente le fattezze del salone sottostante.
Inserite inoltre nei pennacchi della cupola vi sono delle figure femminili, due delle quali reggenti dei cartigli, mentre gli altri due delle coppe. Ad adornare le otto estremità della Rosa dei venti, otto teste, riportanti ciascuna il nome di una tipologia di vento.

##### Stanza a sud
La stanza posizionata a sud, presenta un apparato murario decorato per mezzo di paraste ioniche dipinte, al di sopra delle quali si colloca un finto cornicione continuo. Tali elementi sono dipinti lungo tutte le pareti, ma adornano anche porte, e finestre.
Elemento di spicco della sala è il soffitto, ove è collocata la raffigurazione del mito di Diana e Endimione. Quest'ultima è contenuta all'interno di una cornice di forma rettangolare, del tutto analoga a quella dipinta sulle pareti della stanza. Dal punto di vista compositivo l'opera vede il pastore addormentato sedere sotto di un albero, e la dea, interamente circondata da una falce di luna, intenta a sollevare un lembo del mantello dell'uomo.

##### Stanza a nord
A differenza della stanza a sud, questa posta nella parte a nord, non presenta un apparato murario particolarmente decorato, infatti l'unico aspetto di decorazione si esaurisce in un cornicione che si sviluppa per tutto il piano di imposta della volta.
Analogamente alla precedente stanza analizzata, anche in questa è presente sul soffitto una raffigurazione iconografica, nello specifico si notino due figure alate distese, le cui teste sembrano quasi unite, identificabili in Dedalo e Icaro.

### Giardino
Villa Selvatico a Battaglia Terme è un affascinante esempio di object a reaction poetique: edificio circondato dal paesaggio suggestivo dei Colli Euganei che, con la sua peculiare struttura rispetto alle quasi coetanee ville circostanti e con la sua collocazione sopraelevata sul Colle di Sant'Elena, trasmette rilievi suggestivi e immagini poetiche  La villa, inoltre, inserita in un parco dal gusto baroccheggiante, trova un delicato equilibrio con le successive trasformazioni romantiche e ne costituisce pure una soluzione di continuità storico-artistica.

#### Originale giardino all'Italiana

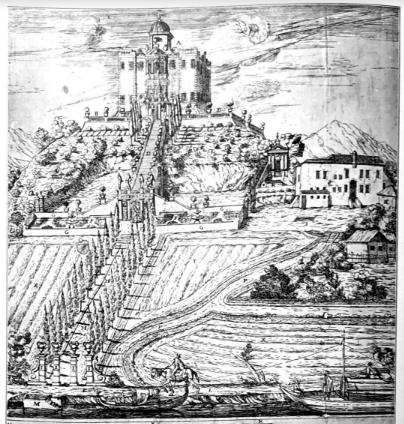
Miniatura del Settecento raffigurante la Villa durante la proprietà dei Selvatico

In una prima incisione di metà Settecento, desumiamo che il pendio meridionale del colle è destinato alla funzione di frutteto, mentre i fianchi presentano boscaglia. Ai piedi, sulla terrazza, troviamo ulteriori coltivazioni in linea con il paesaggio agricolo circostante, con una curata sistemazione dei fossi. Vasi di aranci adornano balaustre e parapetti e un viale alberato di cipressi collega la scalinata all'accesso sul canale, fiancheggiato parallelamente da una strada sterrata più dolce, probabilmente una passeggiata.
Ai piedi della scalinata si sviluppa un giardino all'italiana entro un muretto di cinta che divide lo spazio dai Bagni; suddiviso in due da fontane a doppia vasca sormontate da una Sirena ed un Tritone.  Il tutto è coronato dalla "prospettiva a colonnati" e dalla nicchia sulla testata della scala con la fontana di Nettuno, volute da Sforzan.
Verso la fine del Settecento, il giardino risulta invece in uno stato di trascuratezza e decadenza: i pendii adibiti a frutteto ora sono spogli, ed il viale principale meridionale resiste ma non è più alberato. Il giardino all'italiana ha un disegno semplificato.  Le sorgenti termali sono ancora produttive, e Pietro Selvatico nel 1791 modernizza i Bagni e risistema le vie di accesso dai lati della villa (che prevedevano un ponte mobile in legno su uno dei numerosi canaletti circostanti la proprietà), ma dal catasto napoleonico apprendiamo che l'attività non fu redditizia.

#### Progetto di Jappelli

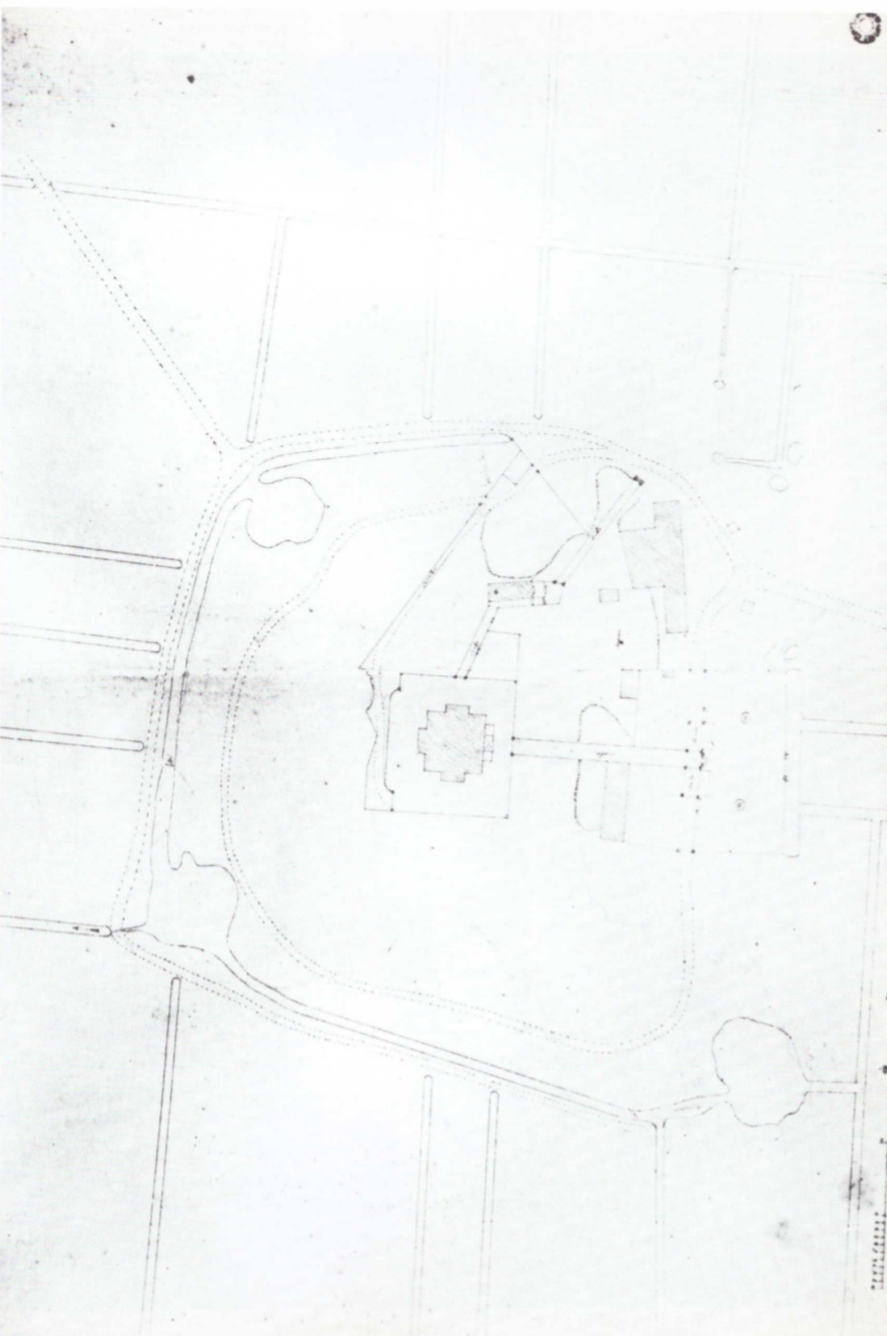
Progetto per il giardino della villa, di G. Jappelli

Con l'acquisto del complesso da parte di Agostino Meneghini, nel 1814 viene affidato a Giuseppe Jappelli l'incarico di risistemazione e ridefinizione dei terreni della villa.
Il celebre architetto, in quel periodo fresco di idee sulla funzione e valorizzazione del giardino all'inglese e con già una solida formazione alle spalle, ipotizza per Battaglia un'anglicizzazione del parco sottostante il colle, cogliendo il genius loci intrinseco dell'ambiente.Il progetto arrivato sino a noi prevede una sequenza narrativa, evocata dagli ambienti del parco, che riprende il sesto libro dell'Eneide: Virgilio narra la discesa agli Inferi di Enea, guidato da Sibilla, che prima di entrare nell'Ade deve cogliere un ramo d'oro da offrire a Proserpina nelle selve lungo il lago Averno.  Dalle informazioni ricavate da "I Bagni di sant'Elena" del benedettino Giuseppe Barberi, l'abate riconosce all'architetto di creare con i materiali della natura quadri di paesaggio: la planimetria riporta due percorsi ad anello, uno ai piedi del colle derivato dalla carrozzabile (preesistente) e l'altro di affiancamento a tre laghetti di acqua termale tra loro comunicanti posti sugli angoli del parco.  L'itinerario infernale parte dal versante meridionale: un bosco circostante la villa, il "regno dei morti", su cui si dirama il sentiero ad anello più esterno, preceduto da una lapide con un'iscrizione che Meneghini avrebbe voluto dedicare a Virgilio e al passo drammatico. Il cammino prosegue fino al primo lago attraversando un gruppo boschivo di Ippocastani e Lecci allusivi alle esequie di Miseno (le stesse piante sono riportate nel poema da Virgilio), e porta al secondo bacino d'acqua simboleggiando il fiume infernale Acheronte, fino a raggiungere il terzo costeggiando il presunto ruscello dell'oblio, il Lete. Da qui sul versante settentrionale del colle, alla vista della villa, si entra nei Campi Elisi.
Jappelli deve essersi ispirato alla natura del luogo, con fumiganti laghetti e acque sulfuree, opache e rosso giallastre che ricordano le paludi infernali.
Dalla scarsità di fonti desumiamo che il progetto non fu realizzato. L'intervento si limitò invece ad un riordino della vegetazione preesistente, all'inserimento di platani nel percorso pedonale tra la villa e i bagni,  alla ricostituzione ex novo delle rimesse e delle serre alla base della scalinata  e alla creazione dei laghetti comunicanti con fondo costituito da uno strato di sassi e sabbia poggiante su terra morbida per evitare il filtraggio delle acque termali e mantenere una temperatura idonea per la vegetazione lacustre circostante. Jappelli infine attua una bonifica sostanziale del luogo in rapporto alla rete di fossi ad uso agricolo circostanti, prosciugando i canali sul versante meridionale del colle e sul giardino; e ridimensiona lo stradone principale che porta al canale di Battaglia  costruendo, probabilmente, il pozzo artesiano termale alla base della scalinata. .

#### Modifiche dei conti Wimpffen

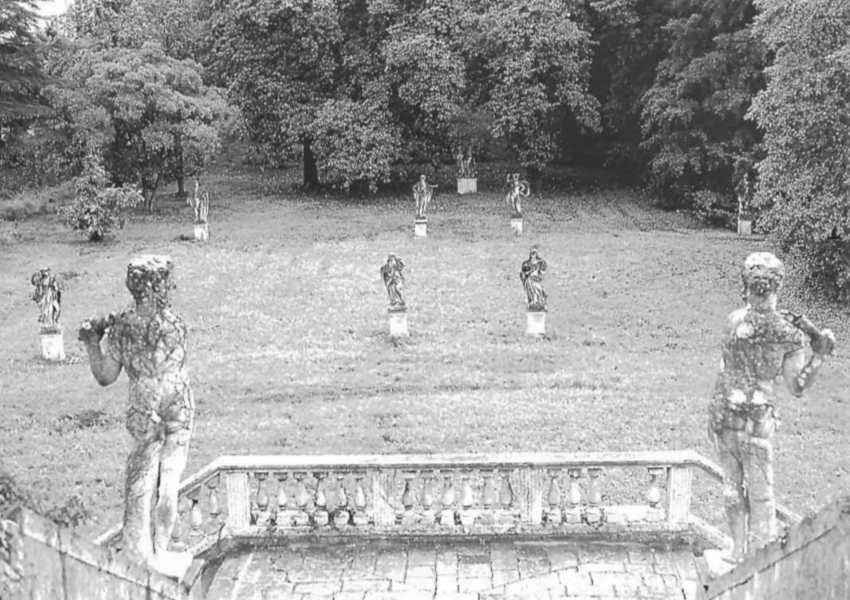
Veduta del prato antistante la scalinata d'ingresso

La conformazione jappelliana rimane invariata sino a metà 1800 quando, a seguito dell'acquisto della villa da parte dei conti Wimpffen nel 1844, la contessa Maria Wimpffen decide una riorganizzazione sostanziale degli ambienti esterni. Si innalza il piano d'imposta della scalinata, modificandone la testata con arcate neogotiche con luce centrale aperta per facilitare l'accesso ai vani del sottoscala. Viene creato un serrato neoromantico e modificata la serra con stilemi neobarocchi per separarsi dai Bagni adiacenti. Si realizza il bosco jappelliano senza percorso virgiliano, in modo da creare una rotonda trapezoidale tangente all'argine del canale (che viene rialzato), destinata alla coltivazione a prato.  La contessa, inoltre, pianta nuove specie arboree e crea aiuole con fiori di ogni genere e provenienza , realizza un nuovo giardino con viali di platani e sedute per il collegamento tra la villa e i Bagni e inserisce dei ponti in legno sui laghi caldi termali. . Il figlio Vittorio Wimpffen, a cui la madre lascia in eredità la proprietà nel 1870, completa il riassetto dell'ambiente portato avanti dalla contessa e argina infine le acque del pozzo artesiano profondo 107 metri; in quanto esse, fuoriuscendo alla temperatura di 72 gradi, danneggiavano le coltivazioni. Infine, inserisce nel pozzo delle sfere di ghisa e utilizza parte dell'acqua per scaldare i fabbricati adiacenti. .

#### Dal 1957
Tra il 1957 e il 1962 i nuovi proprietari, gli Emo Capodilista, apportano delle modifiche ai giardini sistemandovi scenograficamente delle sculture settecentesche in pietra di Vicenza.
Gli anni più prossimi a noi della villa sono caratterizzati da trasformazioni irreversibili che hanno coinvolto il territorio circostante: la rilevazione dello stabilimento dei bagni a fianco e la sua ricostruzione totale che hanno portato all'inserimento di conifere nel parco della villa per cercare un maggiore isolamento dal nuovo edificio, soffocando però così l'impianto jappelliano; e la costruzione ad Ovest della linea ferroviaria che rompe la continuità tra la villa e i suoi possedimenti terrieri, decontestualizzandola e stringendola in seguito tra l'ex sanatorio (ora dell'INPS) ormai in disuso ed i binari, con un bosco in rovina che la allontana persino dall'accesso al canale, ormai scomparso.

## Importanza del complesso termale

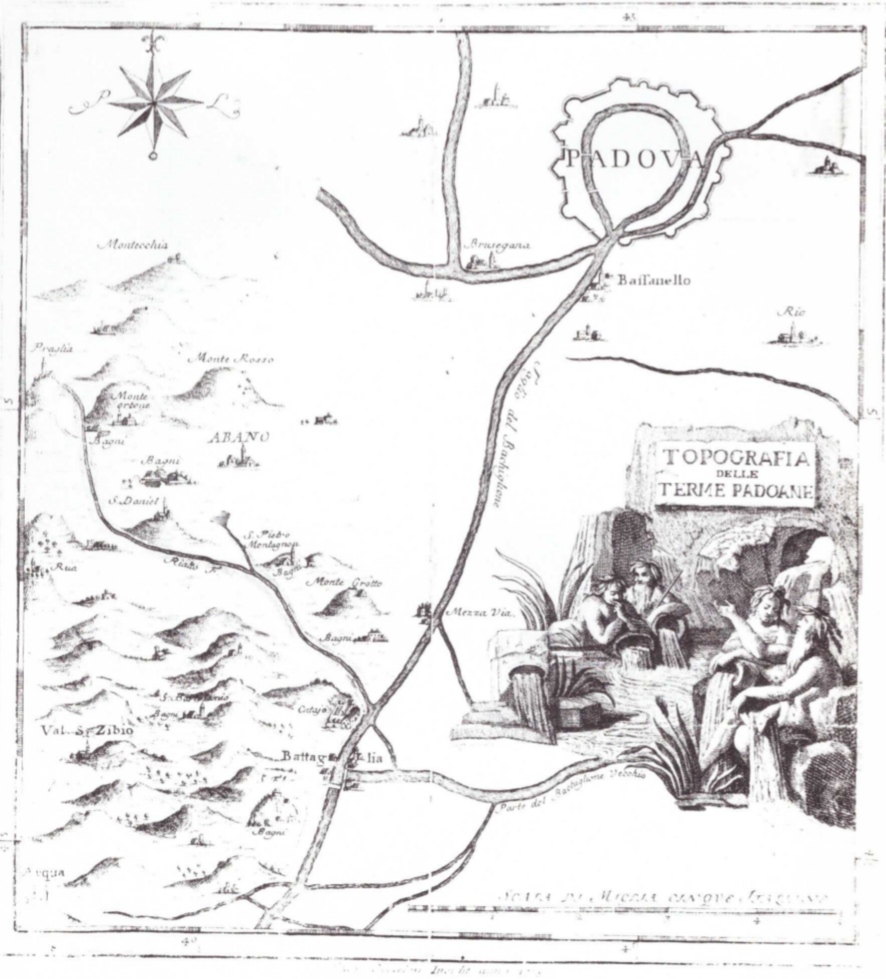
Carta topografica delle terme padovane, incisione di F. Griselini

### Origini e studi sulle fonti di acqua termale
Fin dal 1500 è nota la presenza di fonti termali sul colle di S. Elena. Molti professori di medicina e filosofi padovani studiarono le proprietà curative delle sorgenti di acqua termale presenti e dei relativi fanghi. Tali studi furono incoraggiati dalla loro insolita peculiarità, ovvero la presenza di materiale fangoso, che li rendeva estremamente rari (solitamente le acque termali sono limpidissime e prive di accumuli di materiale fangoso). Sono in dubbio le origini di tali acque terapeutiche: alcuni studiosi ipotizzano che possano provenire dalla defluenza di acque alpine, altri ipotizzano una loro origine superficiale, altri ancora marina.
Le acque termali presenti vennero da sempre sfruttate soprattutto per la cura dei reumatismi, poiché presentavano poteri curativi superiori a quelli dei bagni limitrofi (a dimostrazione di ciò la guarigione completa di un uomo avente una contusione al femore). Si costruì, quindi, un ospizio per ospitare i malati, le cui cure si basavano sull'utilizzo dei fanghi termali, contenuti in una vasca ai piedi dell'edificio.

### Decadenza e successivo periodo di splendore

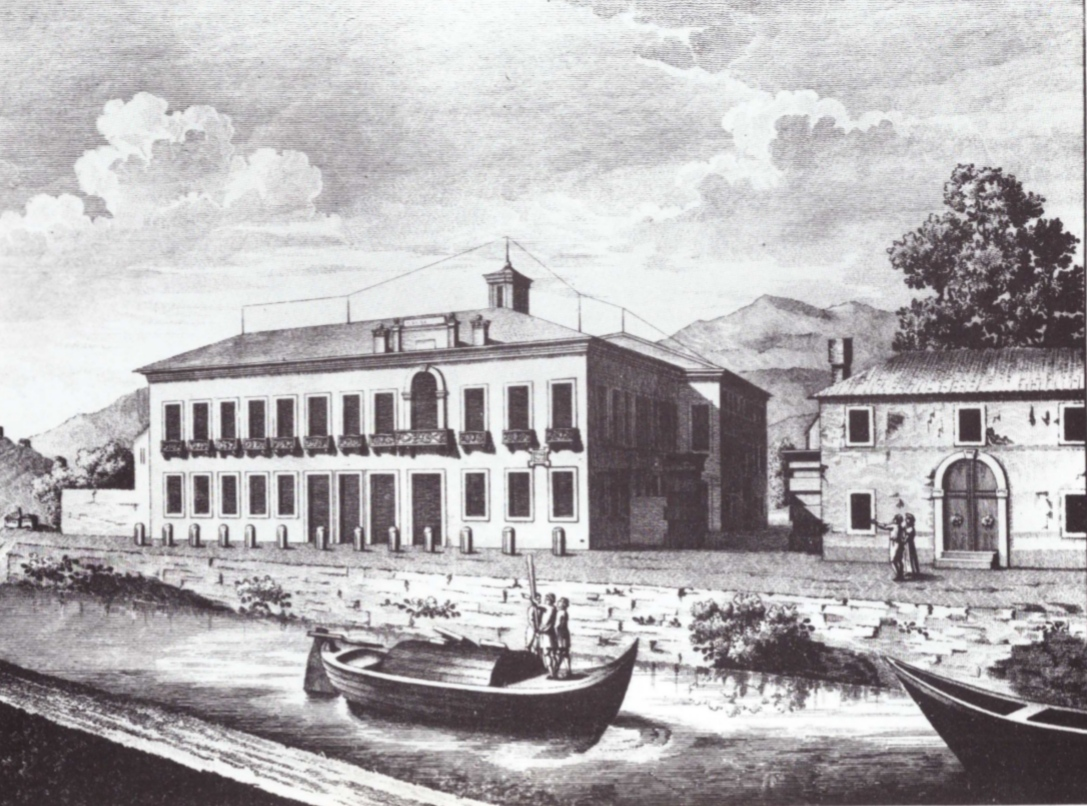
Stabilimento termale Meneghini, Battaglia Terme, 1823, incisione

Alla fine del XVI secolo il complesso termale venne abbandonato e perse importanza a causa della crescente tendenza alla fitoterapia (cura attraverso erbe), e dell'interesse verso l'Orto Botanico di Padova. Successivamente la struttura termale fu messa in affitto poiché non godeva di affluenza sufficiente. Assunse quindi il nome di "bagni degli ebrei", a causa delle difficoltà economiche dei clienti che lo frequentavano.
Nel 1791 la proprietà passò nelle mani di Pietro e Bortolo Selvatico.

### Ristrutturazione e passaggi di proprietà

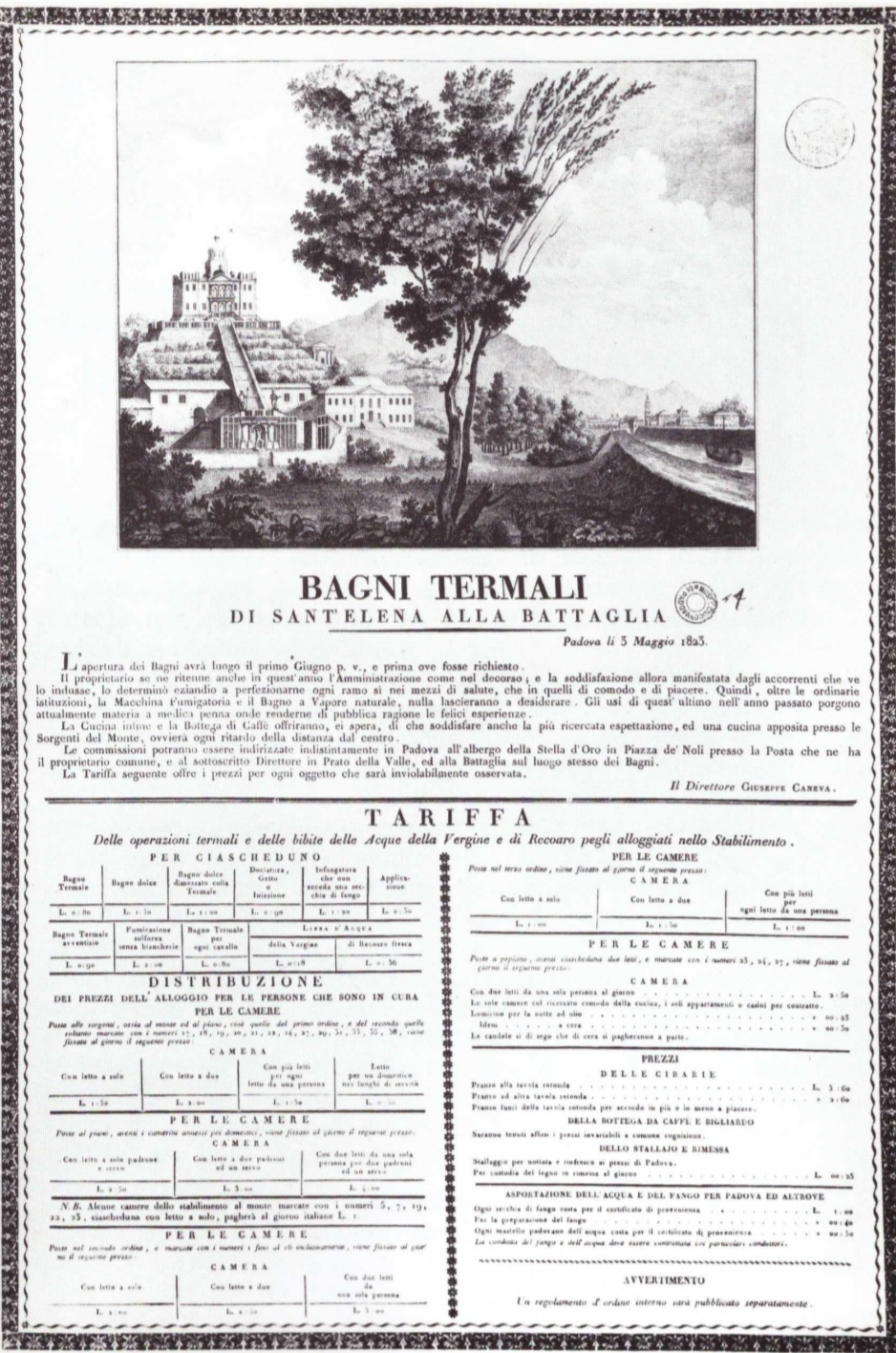
Volantino con le tariffe per le operazioni termali in vigore dal 5 maggio 1823

Fu così che si aprì "l'epoca più luminosa della loro sussistenza". Nello stesso periodo i bagni subirono un intervento di ristrutturazione. L'albergo realizzato venne descritto come una struttura particolarmente accogliente e con una vista deliziosa. All'interno vi erano numerose camere, provviste di una dozzina di bagni ciascuna, e una grande stanza di pietra nella quale vi erano molteplici docce ed una stufa in grado di produrre vapore. Le sorgenti da cui provenivano le acque termali erano alzate rispetto al piano terra di circa 30/40 piedi padovani. Il calore della stanza superiore, in cui defluivano direttamente le acque termali, si attestava sui circa 69 gradi Celsius, l'acqua veniva poi raffreddata a circa 56,5 gradi e portata ai bagni.
Il 24 maggio 1797 vennero inaugurati i nuovi bagni ristrutturati, ora completi di tutti gli strumenti di cura. L'inaugurazione non andò come sperato poiché la maggior parte dei clienti fu costituita semplicemente da generali degli eserciti. Questo rappresentò un grave pregiudizio per l'economia dell'albergo. Nel novembre 1797 i bagni, la trattoria e le fabbriche vennero in parte occupati dai soldati e l'attività termale fu costretta a cessare.Nel 1803 vennero stampati gli avvisi di riapertura delle terme, che portarono ad un grande successo. Nel 1808 la situazione precipitò e la corte di giustizia ordinò il pignoramento e vendita al "pubblico incanto" dell'impianto termale. Il colle e la villa, proprietà della famiglia Selvatico da più di 200 anni, nel 1814 vennero acquistati dall'agricoltore Agostino Meneghini, artefice di una profonda bonifica, riassetto del giardino e costruzione di nuove vasche termali, opere commissionate all'architetto Giuseppe Jappelli.
I bagni riaprirono il 1 giugno 1817 esponendo la scoperta della presenza di zolfo e ferro nelle acque termali euganee.
Dal 1843 lo stabilimento passò nelle mani di Maria Wimpffen e del figlio Vittorio, il quale si adoperò nella realizzazione di canalizzazioni per l'acqua caldissima e la creazione di un moderno sistema di riscaldamento dei fabbricati circostanti. Introdusse inoltre, in collaborazione con alcuni medici viennesi, un apparecchio pneumatico in grado di produrre un vapore sottilissimo e fittissimo. Verso la fine del secolo però la fama dell'impianto di S. Elena rallentò a causa della scoperta delle cure idroterapiche marine.
I successivi proprietari si limitarono a mantenere intatto lo straordinario complesso fino agli anni trenta, in seguito profondamente compromesso. Nel 1936 l'I.N.P.S acquistò dai conti Emo-Capodilista il parco di circa 5 ettari con numerose sorgenti, demolendo il vecchio albergo e facendo di esso uno stabilimento termale per la cura di lavoratori affetti da reumatismi.
Si possono ancora apprezzare alcuni laghetti abbandonati con accumulo continuo e abbondante di fango termale, testimonianza del passato dello stabilimento.

### Fonti
1. ↑  Bruno Brunelli e Adolfo Callegari, Ville del Brenta e degli Euganei, p. 278-281
2. ↑  Bruno Brunelli e Adolfo Callegari, Ville del Brenta e degli Euganei, p. 281 e seguenti
3. ↑   Bruno Brunelli e Adolfo Callegari, Ville del Brenta e degli Euganei,  pp. 78-80.
4. 1 2  Bruno Brunelli e Adolfo Callegari, Ville del Brenta e degli Euganei, p. 278-282
5. ↑  P.L. Fantelli, Ville Venete a Battaglia Terme, p. 95
6. 1 2 3  Provveditori di comun, ''Descrittione delli Stabili del Sig. Cavaliere Benedetto Selvatico alla Battaglia nel Padovano''
7. ↑   Bruno Brunelli e Adolfo Callegari, Ville del Brenta e degli Euganei,  pp. 280-294.
8. ↑  Bruno Brunelli e Adolfo Callegari, Ville del Brenta e degli Euganei, p. 286
9. ↑  C. Ridolfi, Le meraviglie dell'arte: ovvero le vite degli illustri pittori veneti e dello stato, II [Venezia 1648], Padova, Arnaldo Forni, 1837, p. 273 (consultabile online presso google books)
10. ↑  C. Ridolfi, Le meraviglie dell'arte: ovvero le vite degli illustri pittori veneti e dello stato, II, a cura di D. Baron von Hadeln, Berlino, G.Grote, 1914
11. ↑   Francesco Cessi, Aggiunte a Lorenzo Bedogni pittore e architetto del XVII secolo, in Padova e la sua provincia, vol. 5, n. 4, aprile 1959.
12. ↑   Francesco Cessi, Aggiunte a Lorenzo Bedogni pittore e architetto del XVII secolo, in Padova e la sua provincia, vol. 5, n. 4, aprile 1959,  pp. 11-12.
13. ↑   Francesco Cessi, Aggiunte a Lorenzo Bedogni pittore e architetto del XVII secolo, in Padova e il suo territorio, vol. 5, n. 4, aprile 1959,  p. 9.
14. 1 2   Francesco Cessi, Aggiunte a Lorenzo Bedogni pittore e architetto del XVII secolo, in Padova e il suo territorio, vol. 5, n. 4, aprile 1959,  p. 14.
15. ↑   Bruno Brunelli e Adolfo Callegari, Ville del Brenta e degli Euganei,  pp. 286-294.
16. ↑   Bruno Brunelli e Adolfo Callegari, Ville del Brenta e degli Euganei,  pp. 294-298.
17. ↑  Bruno Brunelli e Adolfo Callegari, Ville del Brenta e degli Euganei, p. 298-99
18. 1 2  Antonella Pietrogrande, Il progetto di Giuseppe Jappelli per il giardino di villa Selvatico-Meneghini, in Padova e il suo territorio, n. 116, agosto 2005, p. 26.
19. 1 2  Bruno Brunelli e Adolfo Callegari, Ville del Brenta e degli Euganei, p. 299
20. ↑   Villa Selvatico è stata messa all'asta per 8 milioni di euro di Irene Zaino, su mattinopadova.gelocal.it.
21. 1 2 3 4 5 6   Vincenzo Mancini, La prima villa Selvatico sul colle "della Stupa" a Battaglia Terme, in Padova e il suo territorio, n. 116, agosto 2005,  p. 15.
22. 1 2 3 4 5   Villa Selvatico, Emo Capodilista a Battaglia Terme (PDF), su culturaveneto.it.
23. 1 2 3 4 5 6 7 8 9 10 11 12   Bruno Brunelli e Adolfo Callegari, Ville del Brenta e degli Euganei,  p. 288.
24. ↑   Battaglia Terme, Originalità e passato di un paese nel Padovano.
25. 1 2 3 4 5 6 7   Pier Luigi Fantelli, Ville venete a Battaglia Terme in Battaglia Terme. Originalità e passato di un paese del Padovano, Battaglia Terme., a cura di Pier Giovanni Zanetti, La Galiverna, 1989.
26. 1 2   Monica De Vincenti, Le sculture seicentesche di villa Selvatico, in Padova e il suo territorio, n. 116, agosto 2005,  p. 19.
27. ↑   Bruno Brunelli e Adolfo Callegari, Ville del Brenta e degli Euganei,  p. 287.
28. 1 2   Pier Giovanni Zanetti, Battaglia Terme, originalità e passato,  p. 97.
29. 1 2   Pier Luigi Zanetti, Battaglia Terme: originalità e passato,  p. 99.
30. ↑   Bruno Brunelli e Adolfo Callegari, Ville venete e degli euganei,  p. 289.
31. ↑   Giuseppe Pavanello e Vincenzo Mancini, Gli affreschi nelle ville venete: il Seicento,  p. 76.
32. ↑   Bruno Brunelli e Adolfo Callegari, Ville venete e degli euganei,  p. 292.
33. ↑   Giuseppe Pavanello e Vincenzo Mancini, Gli affreschi nelle ville venete: il seicento,  p. 73.
34. ↑   Giuseppe Pavanello e Vincenzo Mancini, Gli affreschi nelle ville venete: il seicento,  p. 11.
35. ↑   Giuseppe Pavanello e Vincenzo Mancini, Gli affreschi nelle ville venete: il seicento,  pp. 9-11.
36. 1 2   Giuseppe Pavanello e Vincenzo Mancini, Gli affreschi nelle ville venete: il seicento,  p. 72.
37. ↑   Giuseppe Pavanello e Vincenzo Mancini, Gli affreschi nelle ville venete: il seicento,  p. 76.
38. ↑   Giuseppe Pavanello e Vincenzo Mancini, Gli affreschi nelle ville venete: il seicento,  p. 75.
39. 1 2 3 4 5   Giuseppe Pavanello e Vincenzo Mancini, Gli affreschi nelle ville venete: il seicento,  p. 73.
40. 1 2 3 4 5 6   Giuseppe Pavanello e Vincenzo Mancini, Gli affreschi nelle ville venete: il seicento,  p. 74.
41. ↑   Giuseppe Pavanello e Vincenzo Mancini, Gli affreschi nelle ville venete: il seicento,  pp. 72-73.
42. 1 2   Giuseppe Pavanello e Vincenzo Mancini, Gli affreschi nelle ville venete: il seicento,  p. 75.
43. 1 2   Giuseppe Pavanello e Vincenzo Mancini, Gli affreschi nelle ville venete: il seicento,  p. 72.
44. 1 2   Bruno Brunelli e Adolfo Callegari, Ville venete e degli euganei,  p. 292.
45. ↑   Giuseppe Pavanello e Vincenzo Mancini, Gli affreschi nelle ville venete: il seicento,  p. 77.
46. ↑   Francesco Cessi, Aggiunte a Lorenzo Bedogni pittore e architetto del XVII secolo, in PADOVA, Aprile 1959, n. 4,  p. 9.
47. ↑   Vincenzo Mancini e Giuseppe Pavanello, Gli affreschi nelle ville venete: Il Seicento,  p. 79.
48. 1 2   Francesco Cessi, Aggiunte a Lorenzo Bedogni pittore e architetto del XVII secolo, in PADOVA, Aprile 1959, n. 4,  p. 12.
49. 1 2   Giuseppe Pavanello e Vincenzo Mancini, Gli affreschi nelle ville venete: il seicento,  p. 78.
50. 1 2 3 4   Giuseppe Pavanello e Vincenzo Mancini, Gli affreschi nelle ville venete: il seicento,  p. 78.
51. 1 2 3   Margherita Azzi Visentini, Il giardino veneto : dal tardo Medioevo al Novecento, Milano, Electa, 1988, ISBN 978-8843525003.
52. 1 2 3   Paola Bussadori e Renato Roverato, Il giardino Romantico e Jappelli, Padova, 1983.
53. ↑   Il giardino veneto, a cura di M. Azzi Visentini.
54. ↑   Le "Confortevolissime, Raffaella Piva.
55. 1 2 3 4 5   Antonella Pietrogrande, Il progetto di Giuseppe Jappelli per il giardino di villa Selvatico-Meneghini, in Padova e il suo territorio, n. 116, agosto 2005,  p. 23.
56. 1 2 3 4 5   Giuliana Baldan Zenoni-Politeo (a cura di), Il giardino dei sentimenti, Milano, Guerini e Associati, 1997.
57. ↑   Padova e il suo territorio, Antonella Pietrogrande.
58. 1 2 3 4 5   Monica Masiero e Anna Cerutti, Il giardino di villa Selvatico ieri ed oggi, in Padova e il suo territorio, n. 116, agosto 2005,  p. 31.
59. ↑  dal trattato di F. Bertossi, Padova, 1759
60. ↑   Le "Confortevolissime" Terme, p.10.
61. ↑   Termalismo Sociale, A. Ravenni, E. Bellarmino, A.Licci Tidei p.25.
62. ↑   Termalismo Sociale, A. Ravenni, E. Bellarmino, A.Licci Tidei p.28.
63. ↑  Biblioteca Civica di Padova
64. 1 2   Le "Confortevolissime" Terme, p. 12-13-14-15-25-26-28-37.
65. ↑   Le "Confortevolissime" Terme,  p. 40.
66. ↑   Le "Confortevolissime" Terme,  p. 43.
67. ↑   Le "Confortevolissime" Terme,  p. 44.
68. ↑   Le "Confortevolissime" Terme,  p. 45.
69. ↑   Le "Confortevolissime" Terme,  p. 51.
70. ↑  Sostanze riscoperte esclusivamente nelle acque termali del colle di S. Elena
71. ↑   Le "Confortevolissime" Terme,  p. 52.
72. ↑   Le "Confortevolissime" Terme,  pp. 59-60-61.
73. ↑   Le "Confortevolissime" Terme,  p. 61.
74. ↑   Termalismo Sociale, A. Ravenni, E. Bellarmino, A.Licci Tidei,  p. 28.